# Waterloopbos
Het Waterloopbos is een voormalig terrein voor waterloopkundig onderzoek bij Marknesse in de Noordoostpolder, provincie Flevoland. Het was proefterrein van het Waterloopkundig Laboratorium De Voorst, een nevenvestiging van het Waterloopkundig Laboratorium in Delft. Het gebied wordt gekenmerkt door restanten en ruïnes van bouwsels van het laboratorium. Nadat het zijn functie als plek voor grootschalige proefopstellingen van waterkeringen en dammen verloor ontwikkelde er zich een moerasbos. Het terrein, dat deel uit maakt van het ca. 1000 hectare grote Voorsterbos, is sinds 2002 eigendom van de Vereniging Natuurmonumenten en vanaf 2016 opgenomen in het register van rijksmonumenten.

## Geschiedenis
Na verkoop van het terrein aan een vastgoedontwikkelaar als onderdeel van de privatisering van het Waterloopkundig Laboratorium in 1995 dreigde er op het proefterrein een bungalowpark met 1000 vakantiewoningen te worden aangelegd. Omwonenden en diverse natuurorganisaties wisten dit te verhinderen. In 2002 werd de grond eigendom van Natuurmonumenten die het bos voor bezoekers toegankelijk maakte. De organisatie maakte verscheidene proefopstellingen c.q. schaalmodellen vrij van begroeiing zodat ze zichtbaar werden voor bezoekers. Hierbij bleek een aantal opstellingen ernstig in verval te zijn geraakt door vorstschade en boomgroei. Het proefterrein met alle nog aanwezige installaties is in 2013 opgenomen in het Beschermingsprogramma Wederopbouw 1959-1965 en sinds 20 mei 2016 een rijksmonument. Datzelfde jaar werd met de restauratie van de proefopstelling van de Romijnstuw gestart. Een € 7,5 miljoen kostend herstelproject was klaar in februari 2017. In 2019 kwam de restauratie van de golfsimulatiebak gereed, waarna deze weer werkzaam is. In 2018 kwam er bij het toen vergrote parkeerterrein een horecagelegenheid. Het bezoekerscentrum werd toen verplaatst. In de zomer van 2021 is Natuurmonumenten begonnen met renovatiewerkzaamheden aan de proefopstelling Maasvlakte.

## Natuur
Het bos is erg vochtig vanwege de vele waterrijke proefopstellingen, daardoor zijn er bijzondere habitats ontstaan. Een zoutsilo bij een van de opstellingen is geschikt gemaakt als overwinteringsplaats voor vleermuizen. De franjestaart en grootoorvleermuis verblijven hier 's winters. In het bezoekerscentrum wordt veel aandacht geschonken aan de natuur in het voormalig proefterrein. Er zijn ook meerdere wandelroutes uitgezet.

## Waterwerken
In het bos bevinden zich in totaal 35 waterwerken van het voormalige Waterloopkundig Laboratorium De Voorst. De schaalmodellen van de laatste onderzoeken zijn nog aanwezig. Onder meer betreft het:
- Koelwatervijver Centrale Maasvlakte
- Onderzoek afsluiting van zeegaten Deltawerken (golfbak)
- Onderzoek vormgeving van de nieuwe havenmond in IJmuiden
- Schaalmodel van het Rotterdamse Noordereiland om de aanleg van de Willemsspoortunnel te onderzoeken.
- Deltagoot (Deltawerk //)
- Onderzoek naar de aanleg van een oliehaven in Libië.
- Romijnstuw
- Een aantal modellen om stromingen bij splitsingen en mondingen van kanalen en rivieren te onderzoeken.

### Afbeeldingen

#### Koelwatervijver Maasvlakte-Centrale

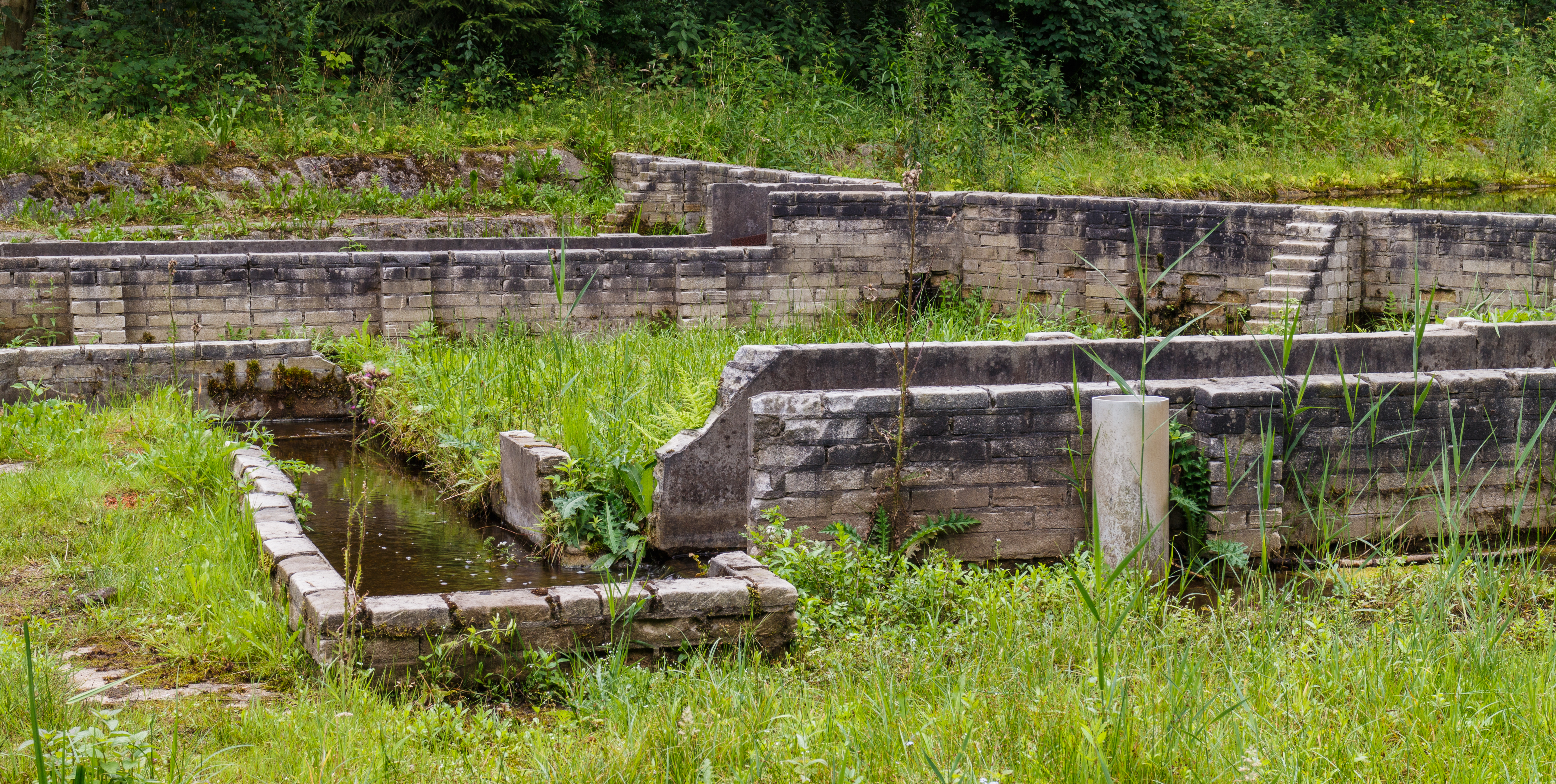
2017
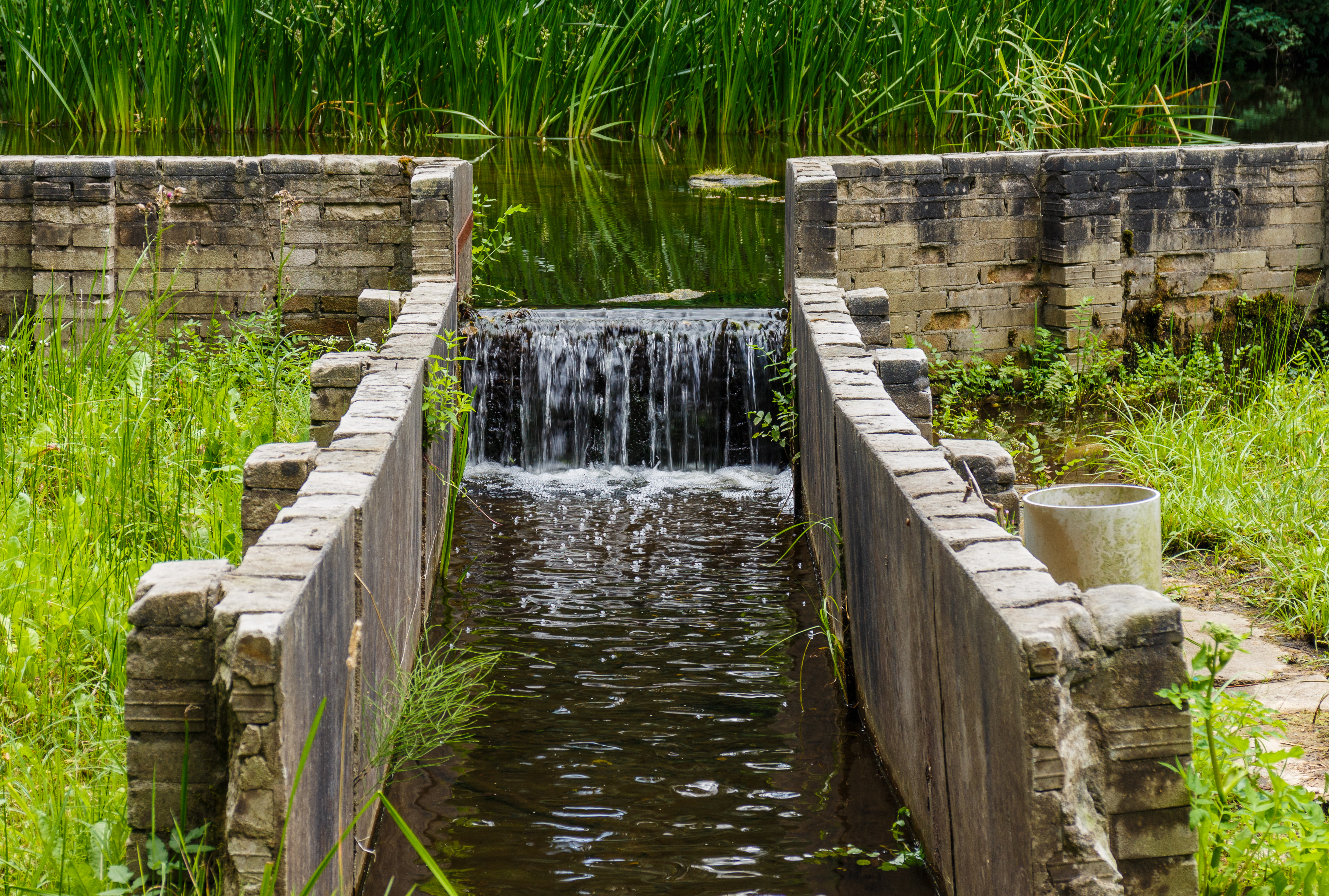
2017
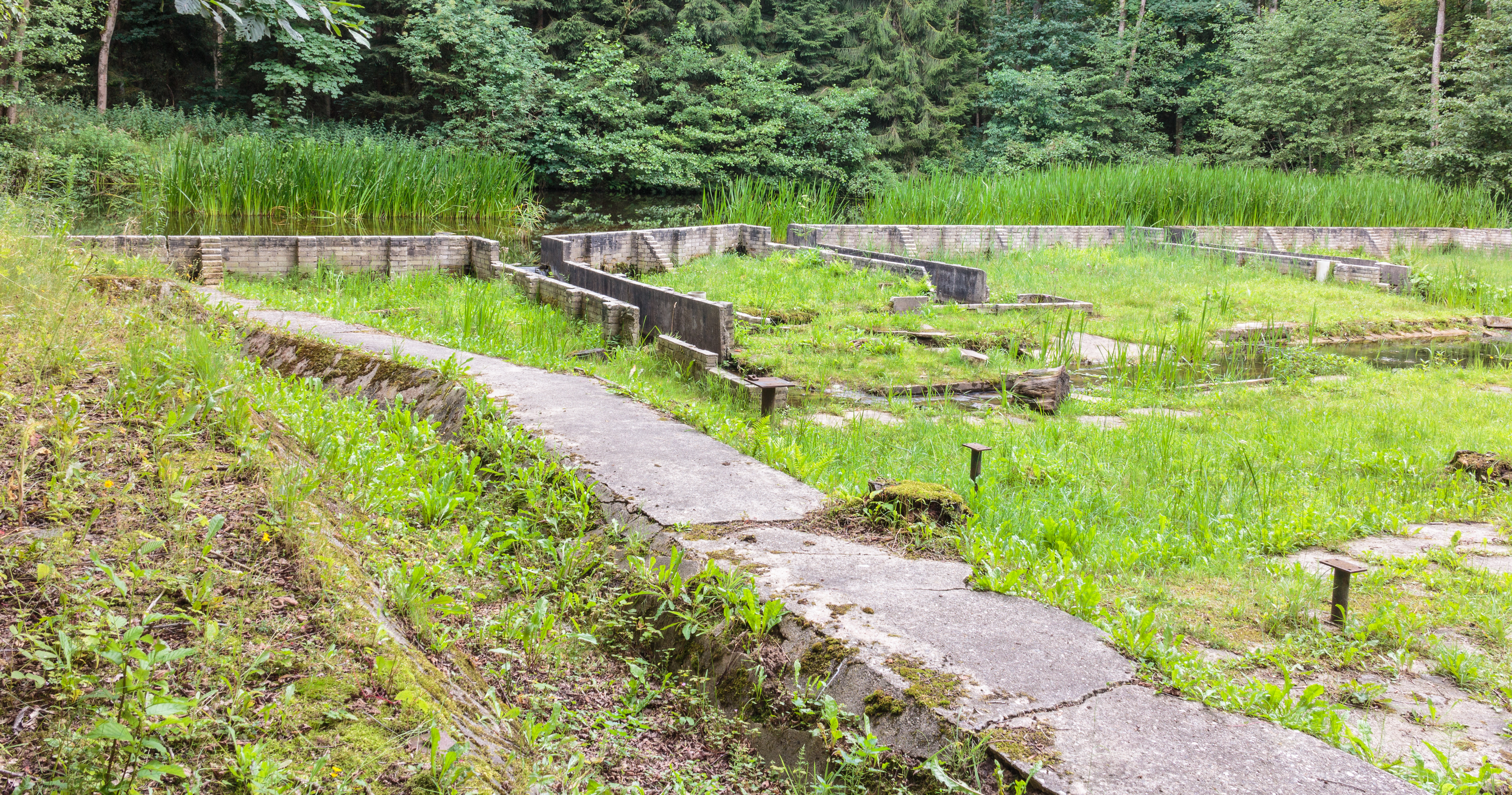
2017
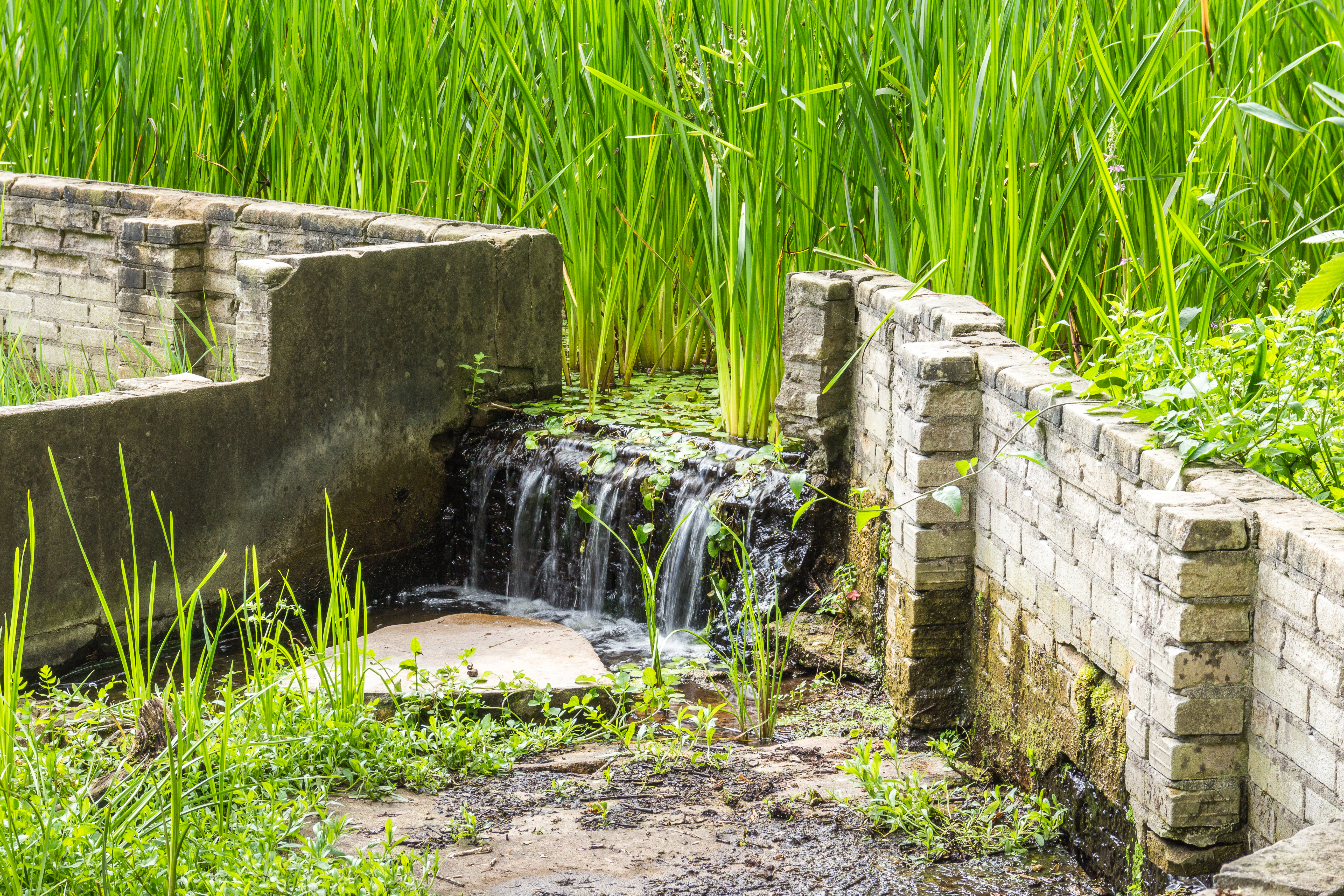
2017
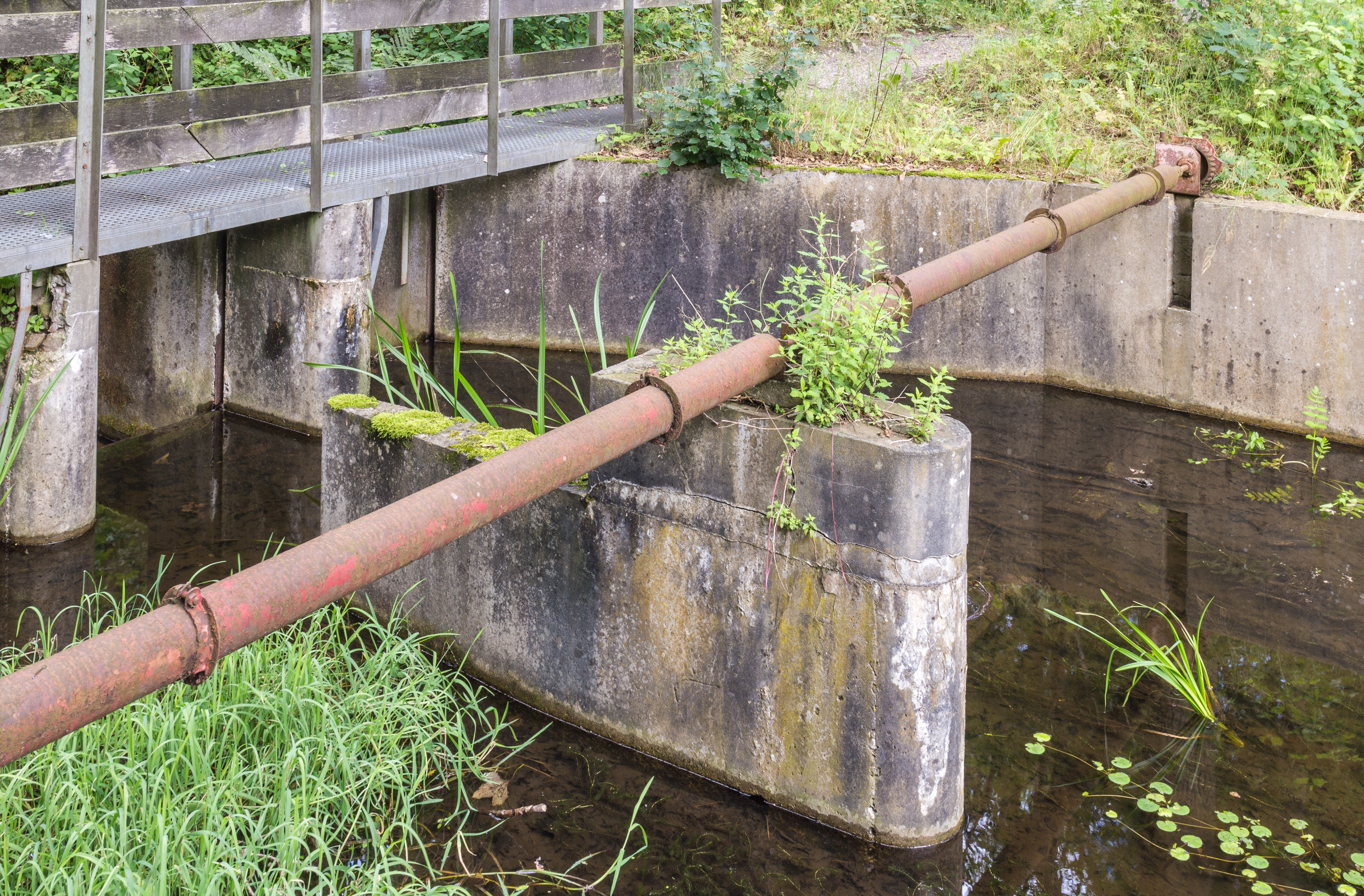
2017
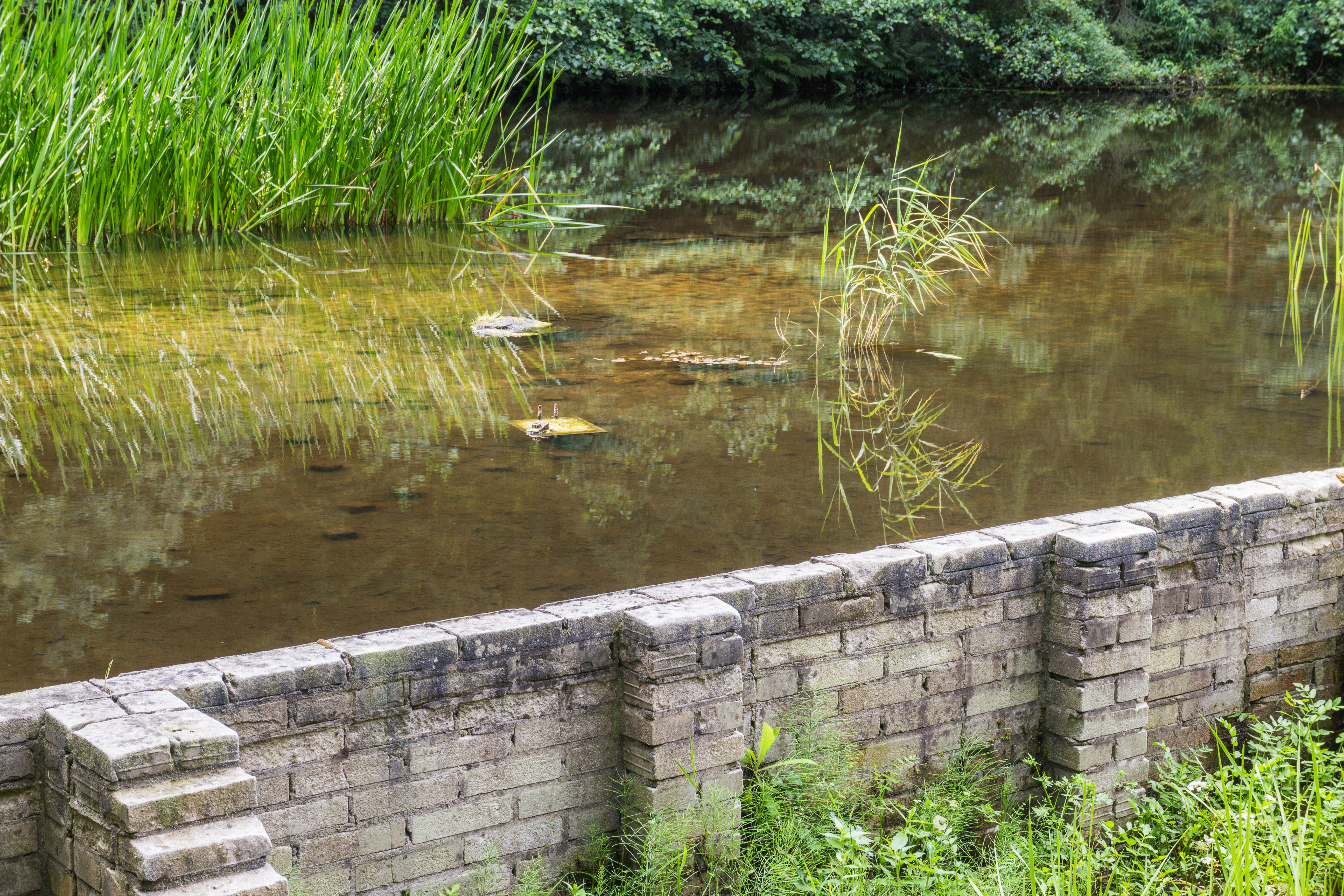
2017
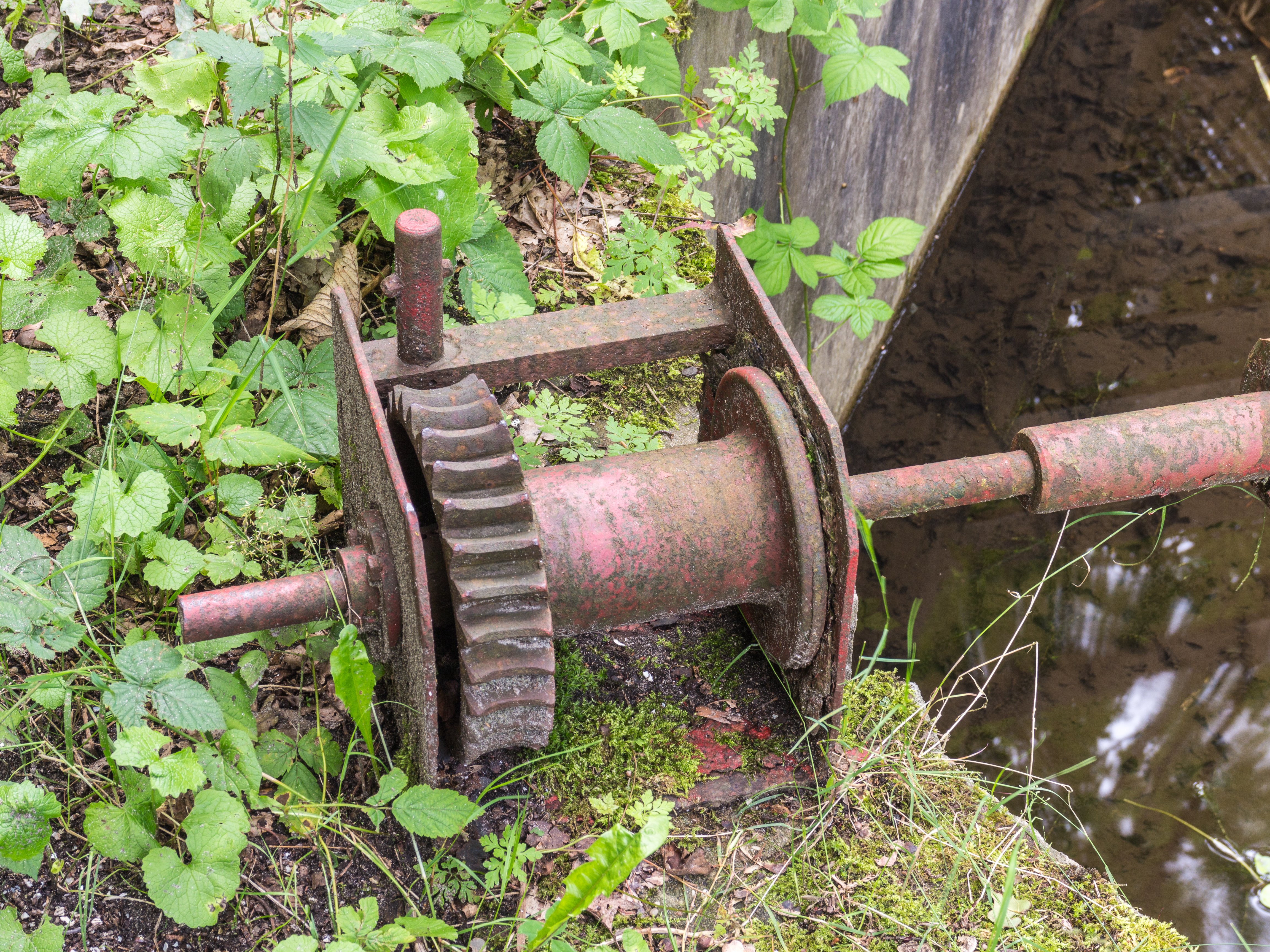
2017
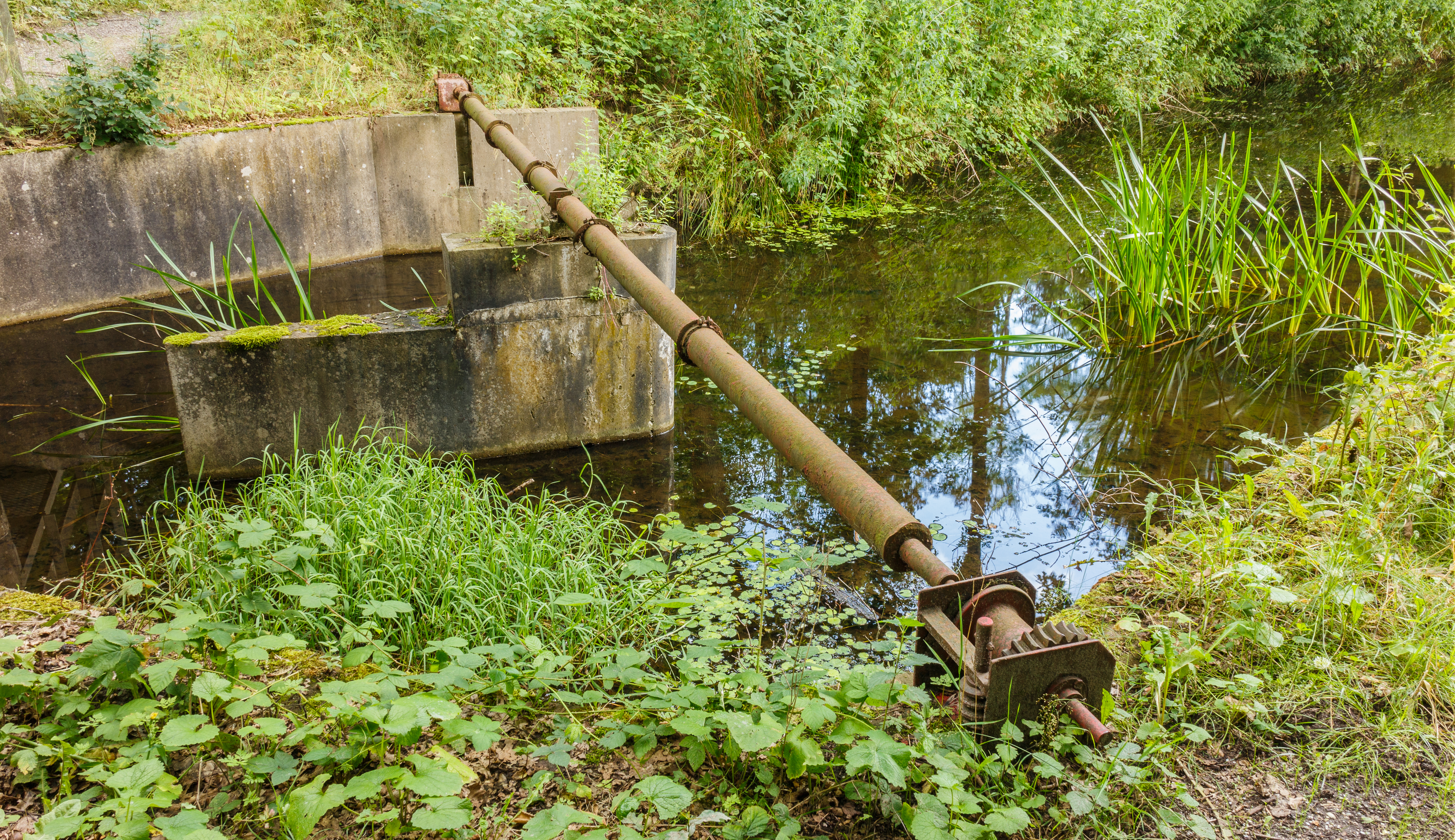
2017
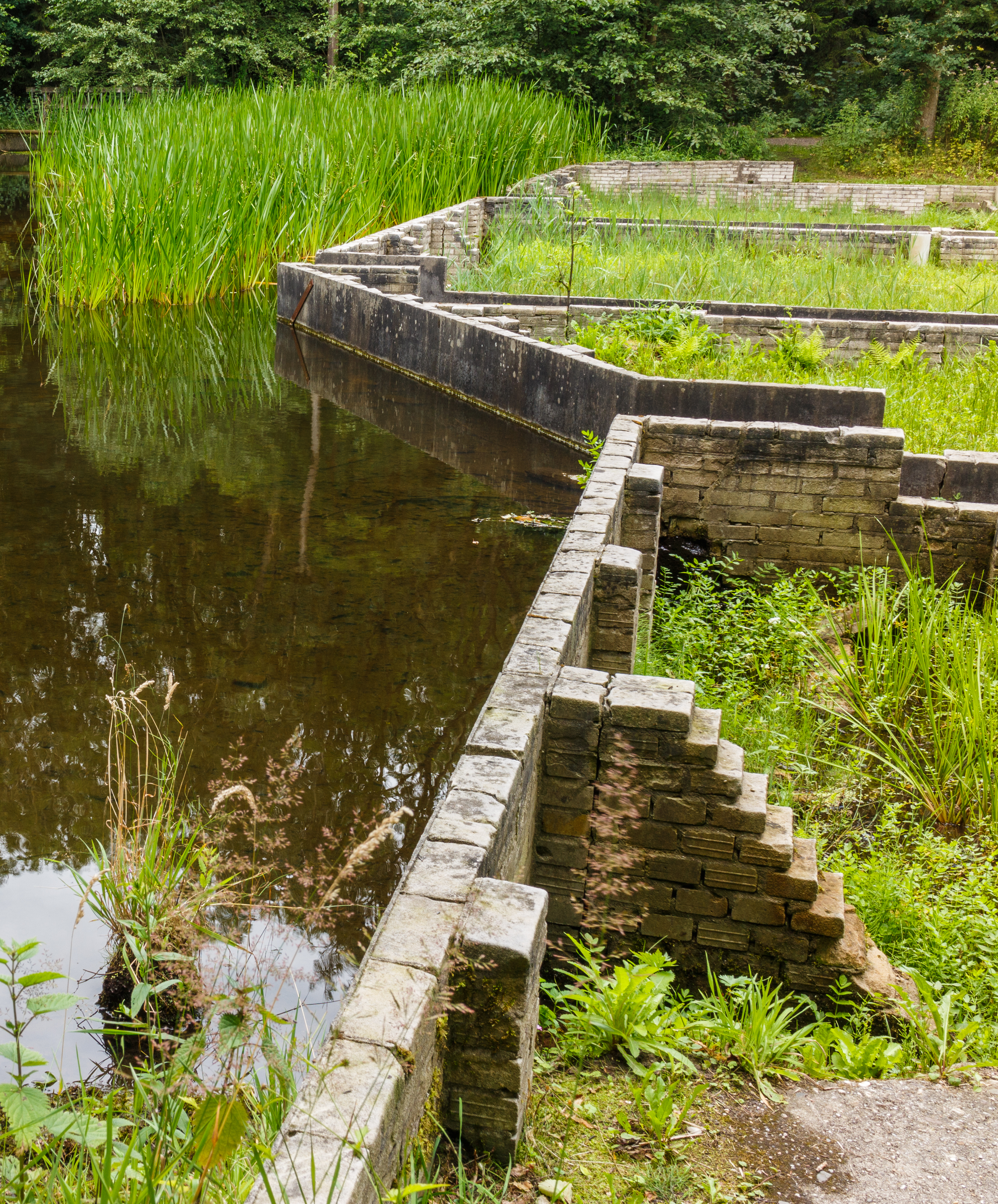
2017

#### Deltawerken (golfbak)
De afbeeldingen dateren van voor de renovatie in 2019.

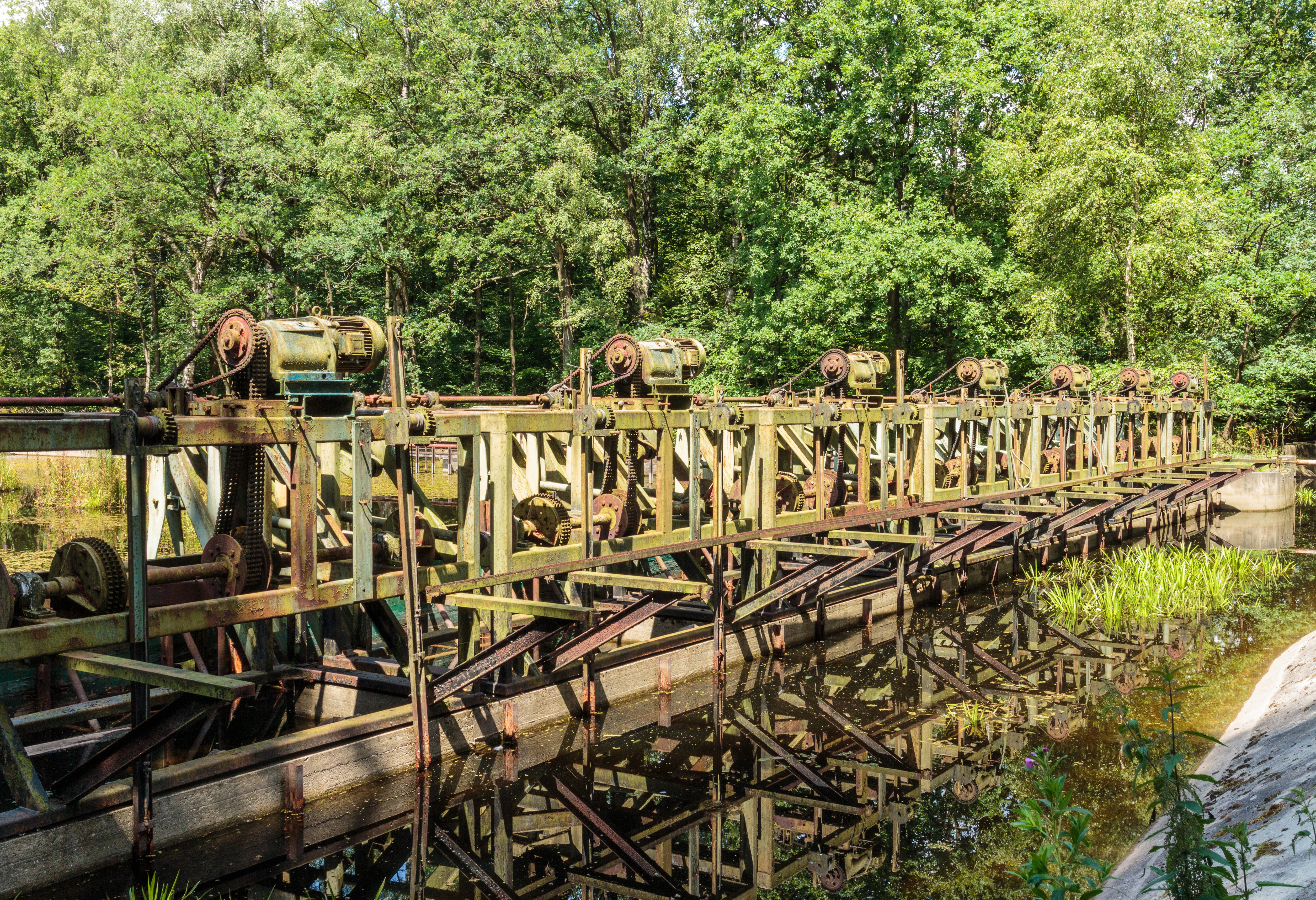
2017
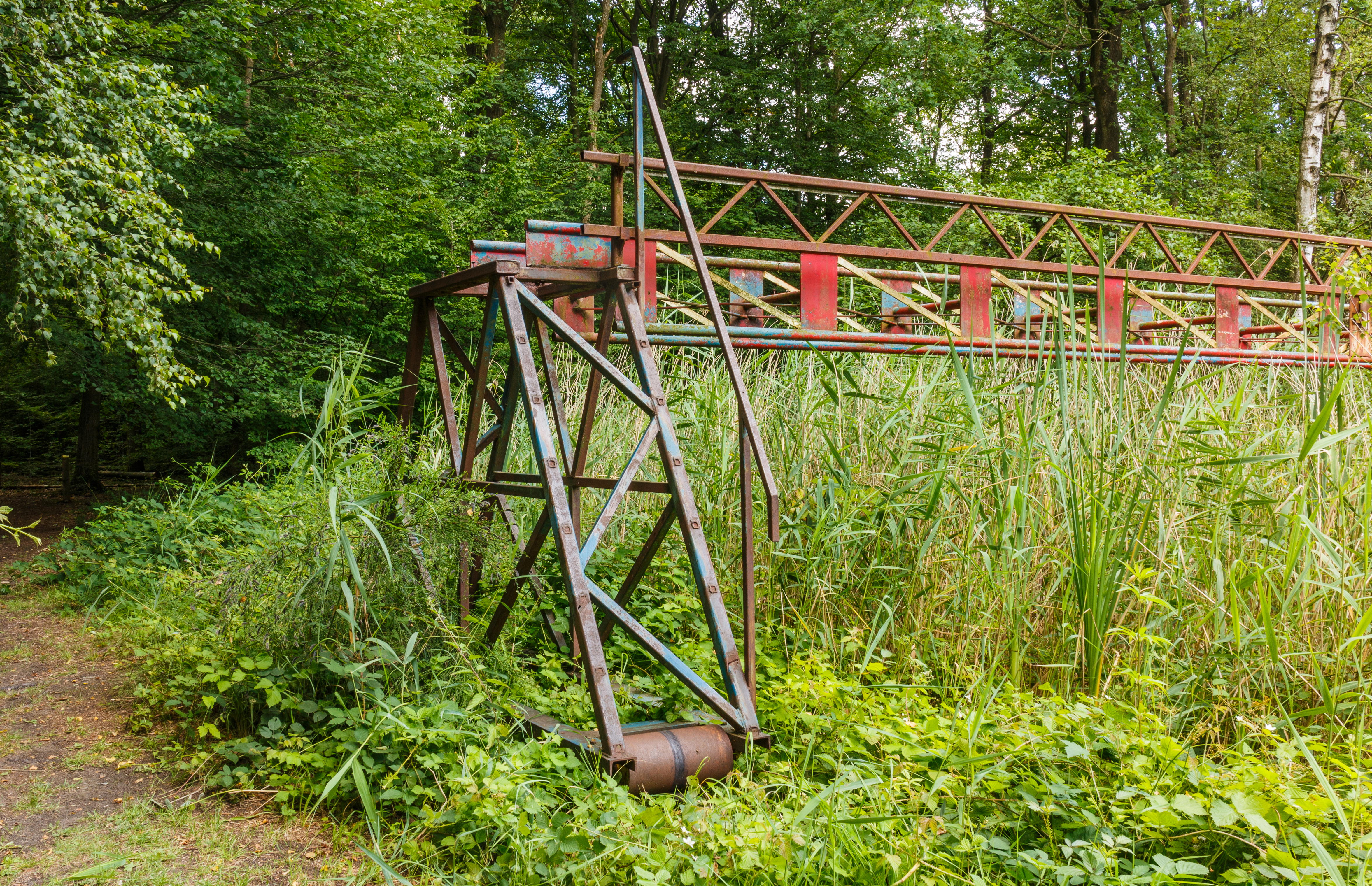
2017
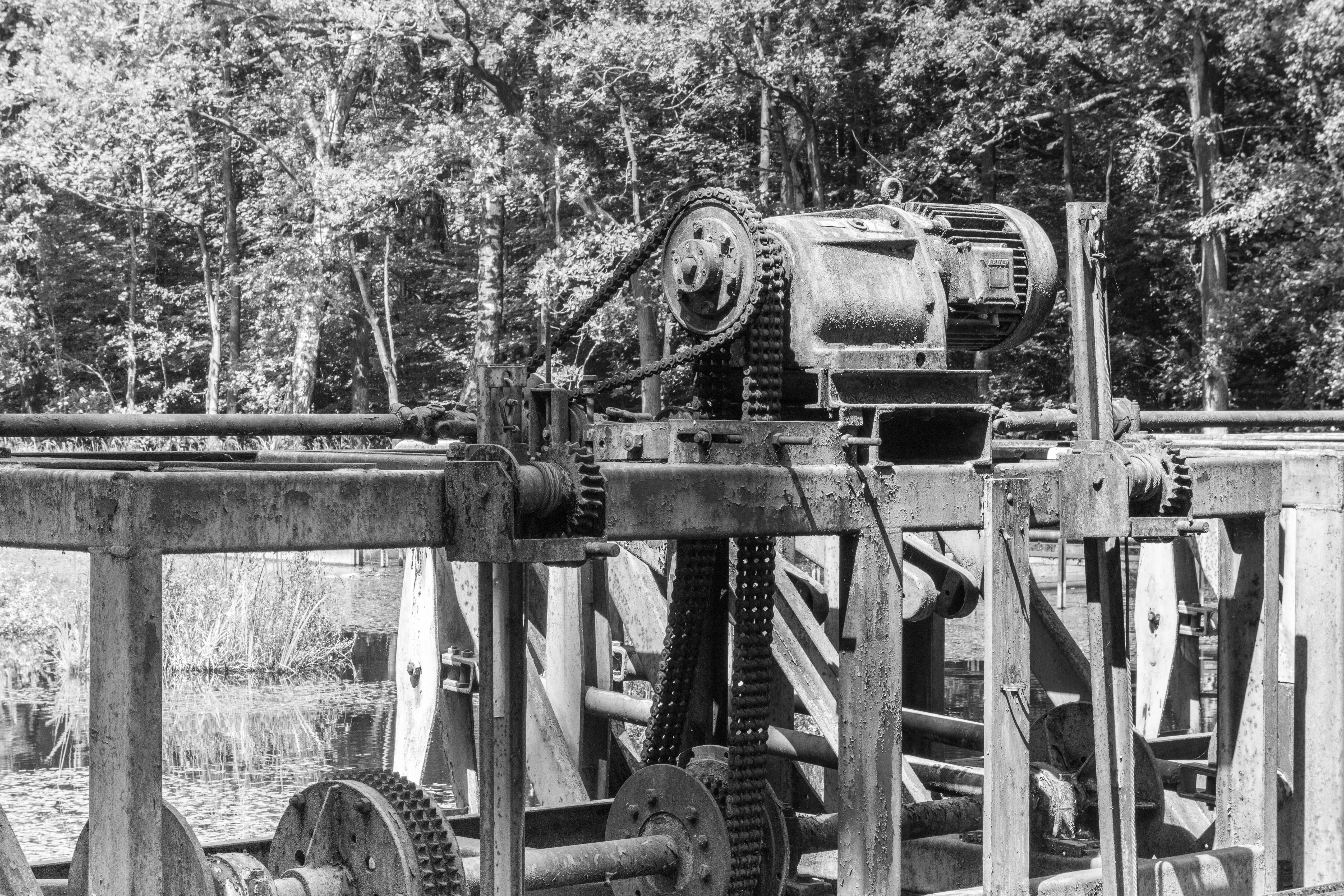
2017
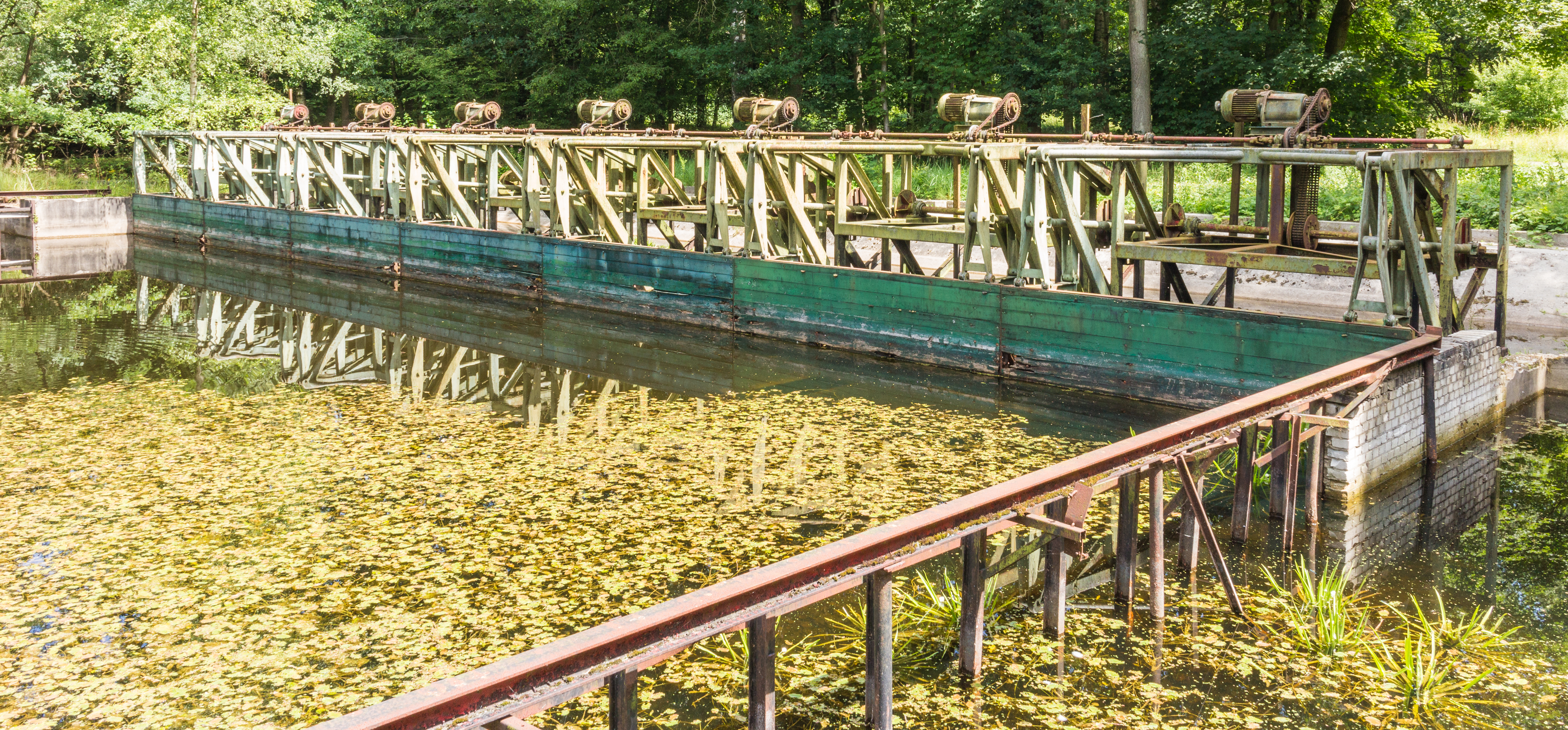
2017
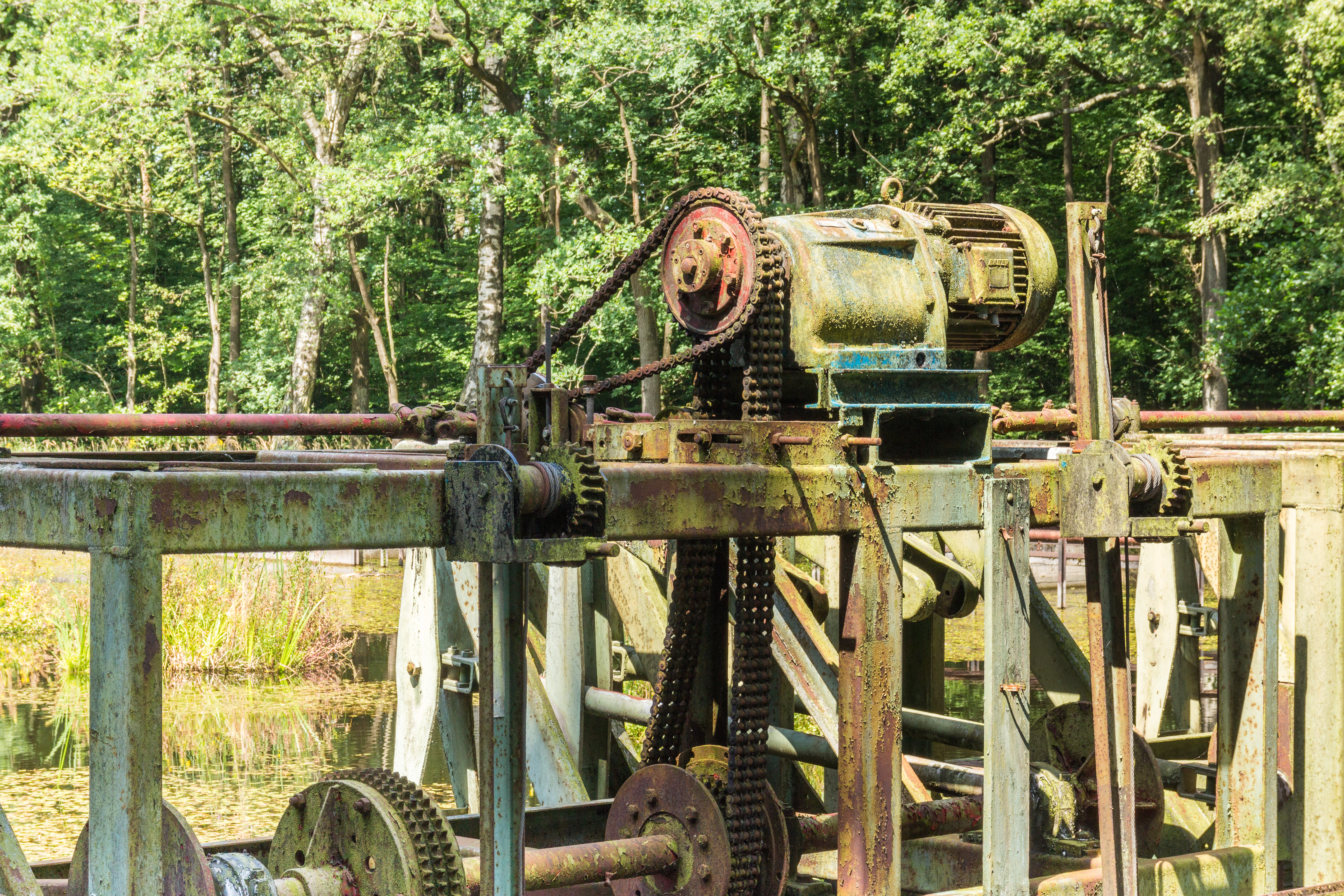
2017
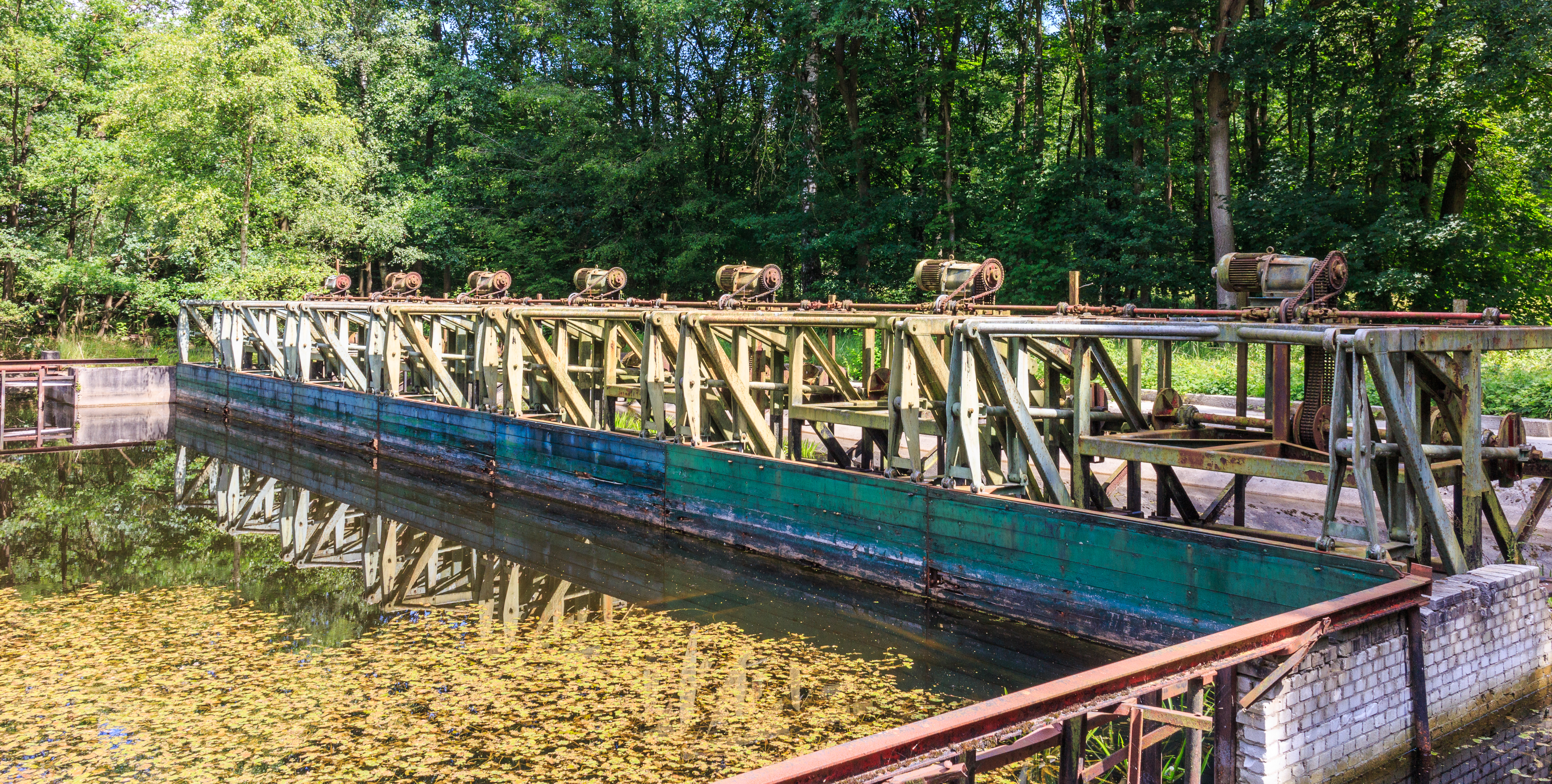
2017
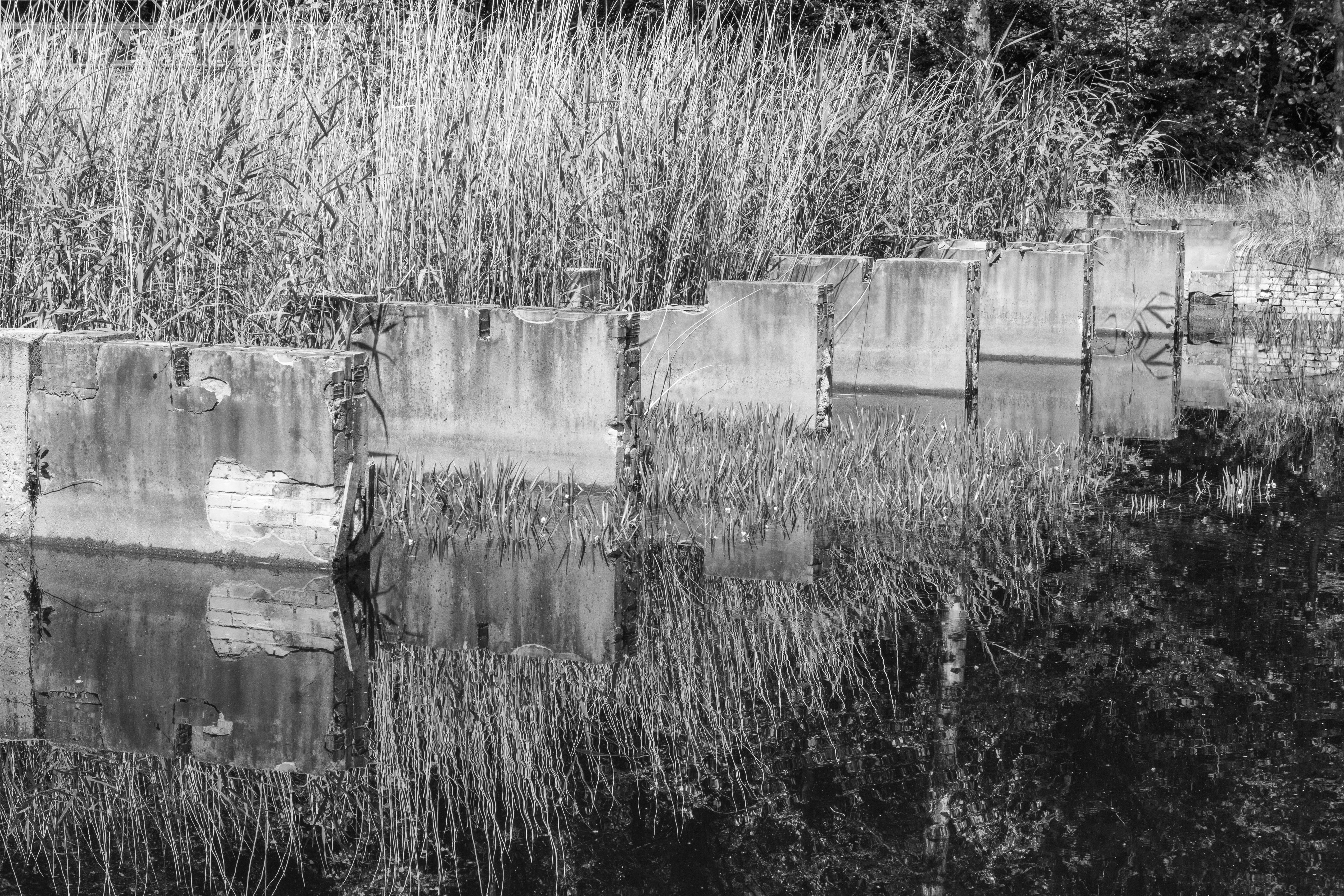
2017
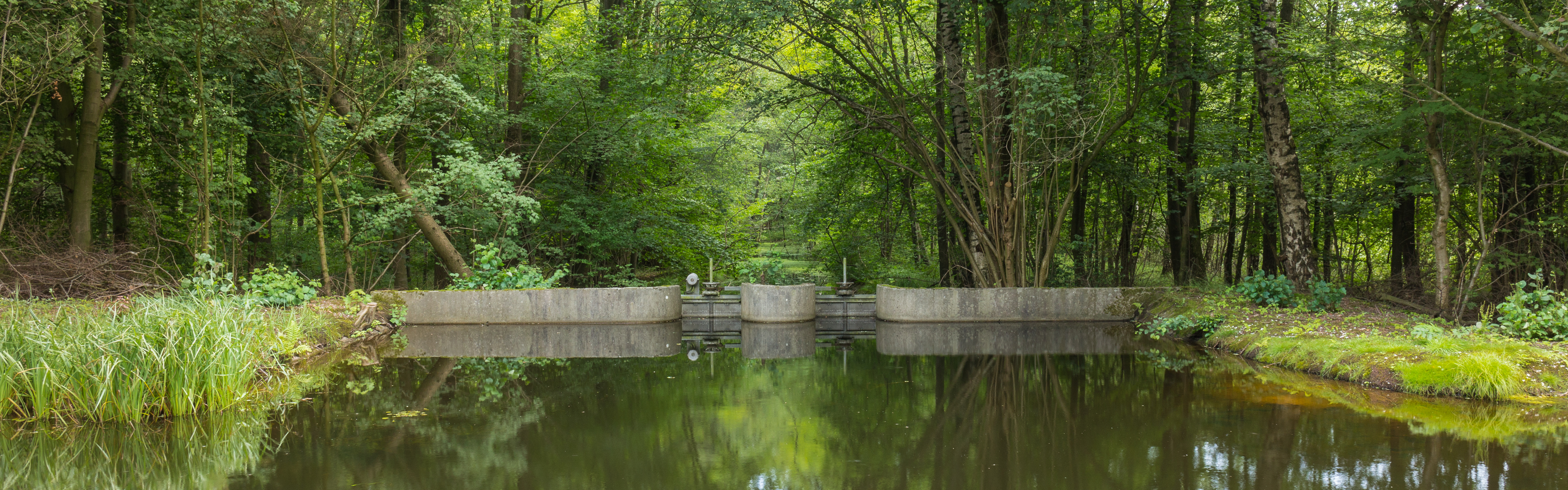
2017
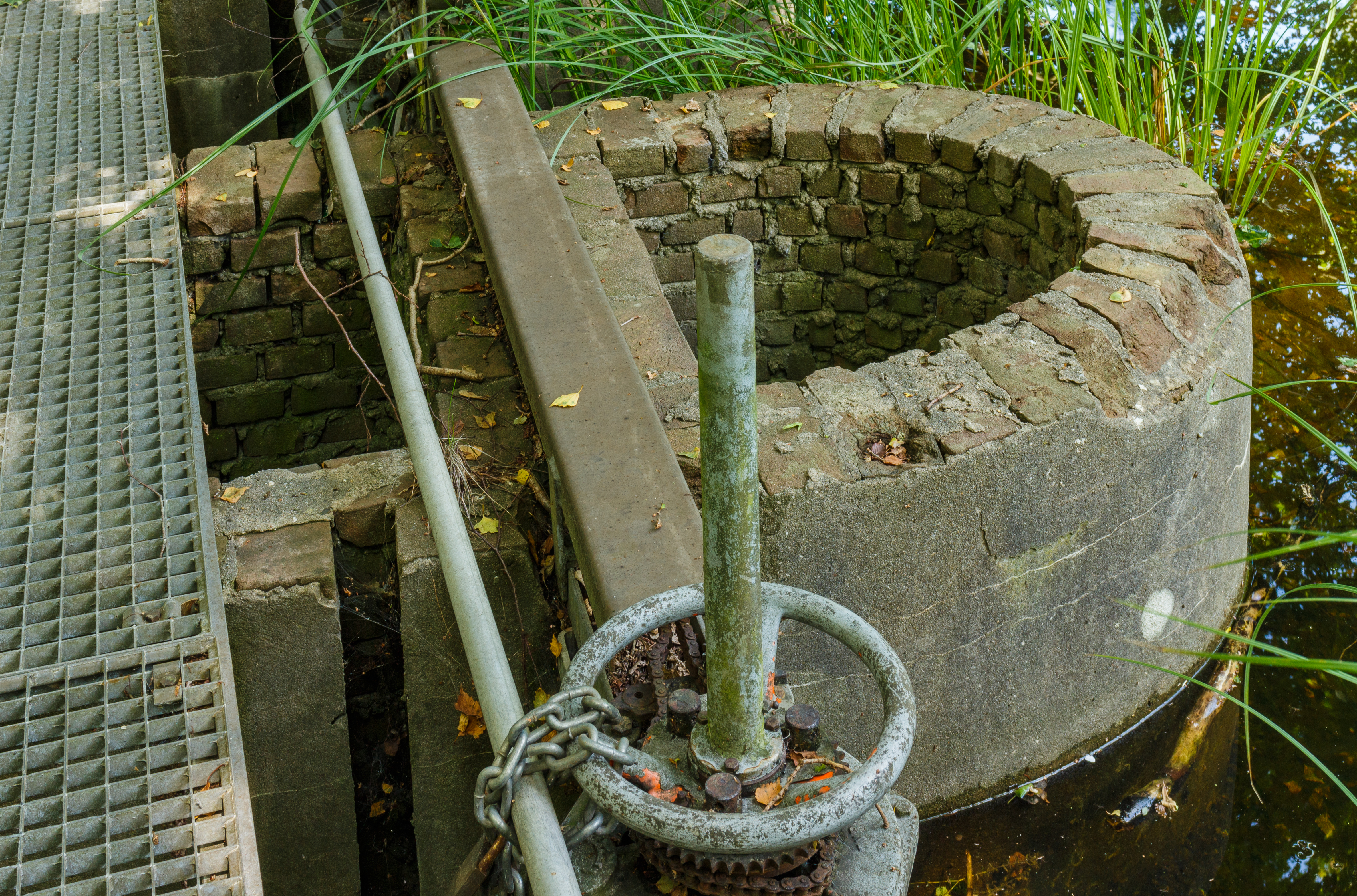
2017

#### Havenmond IJmuiden

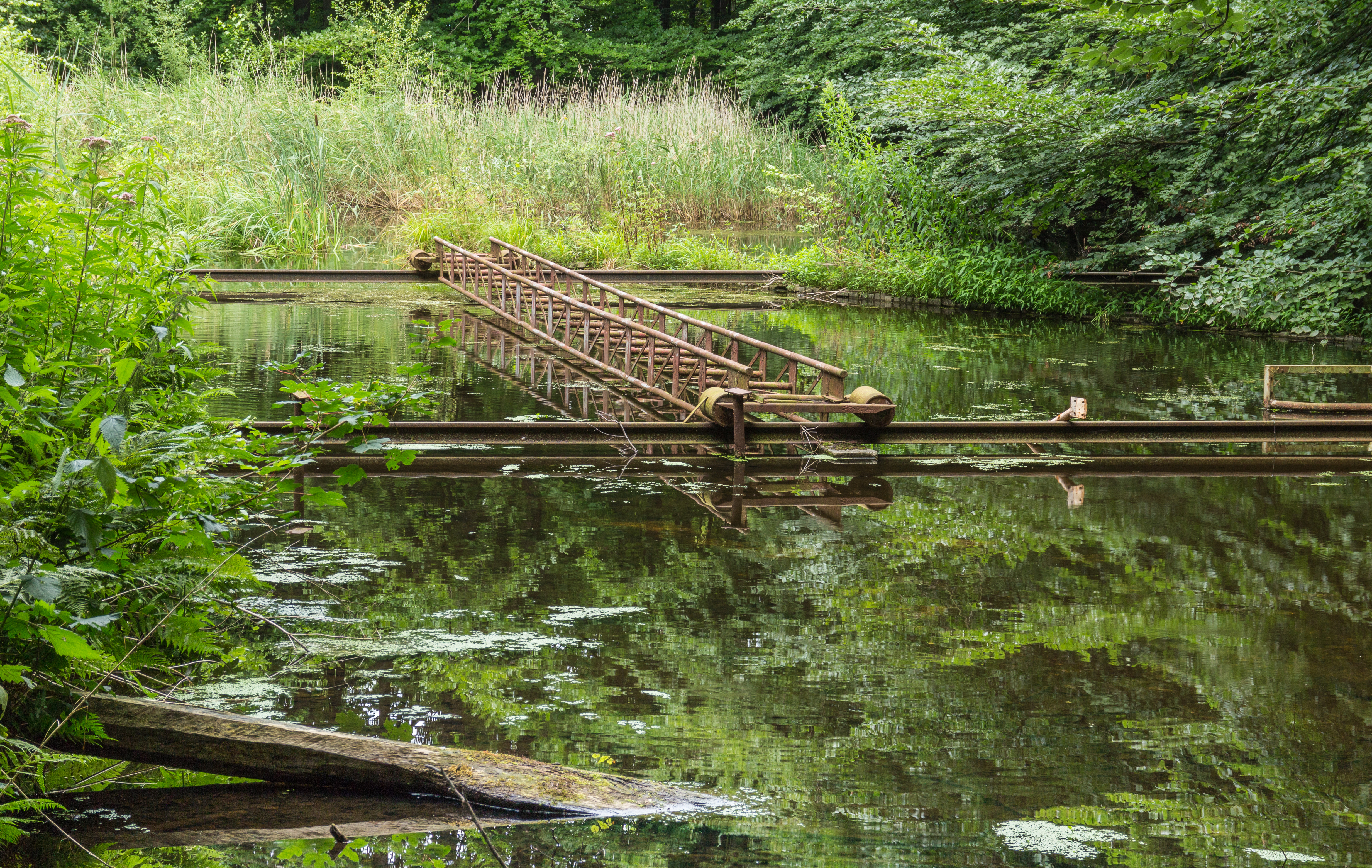
2017
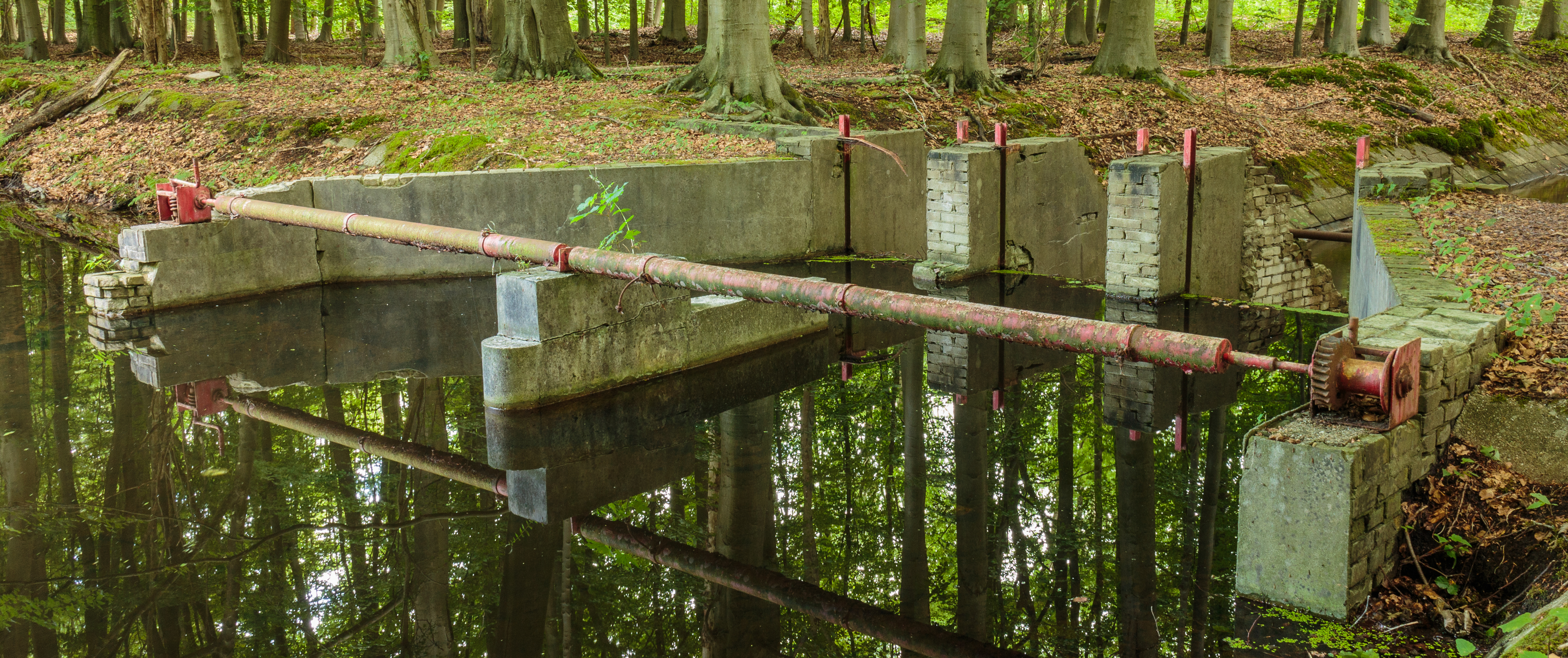
2017
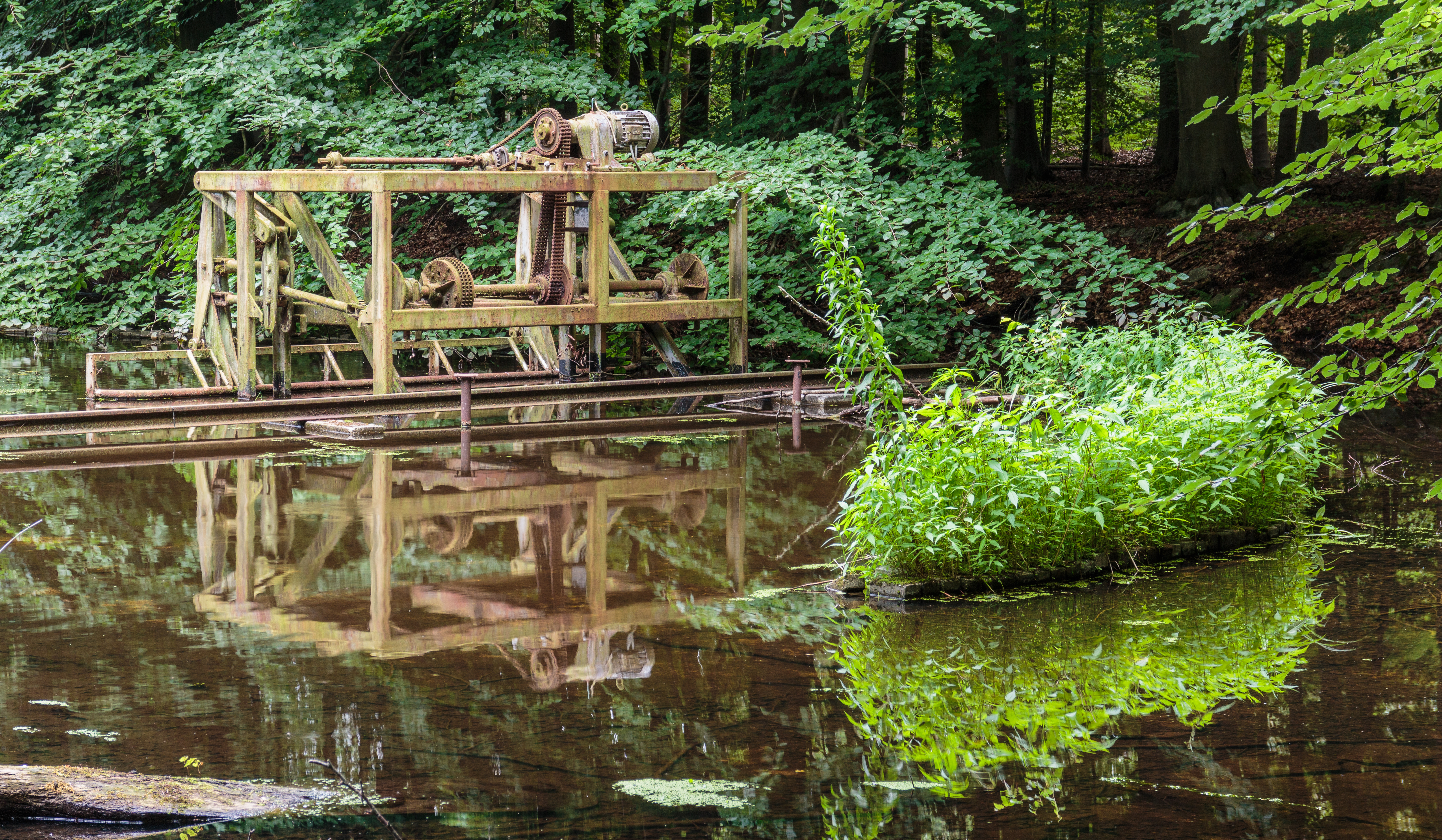
2017
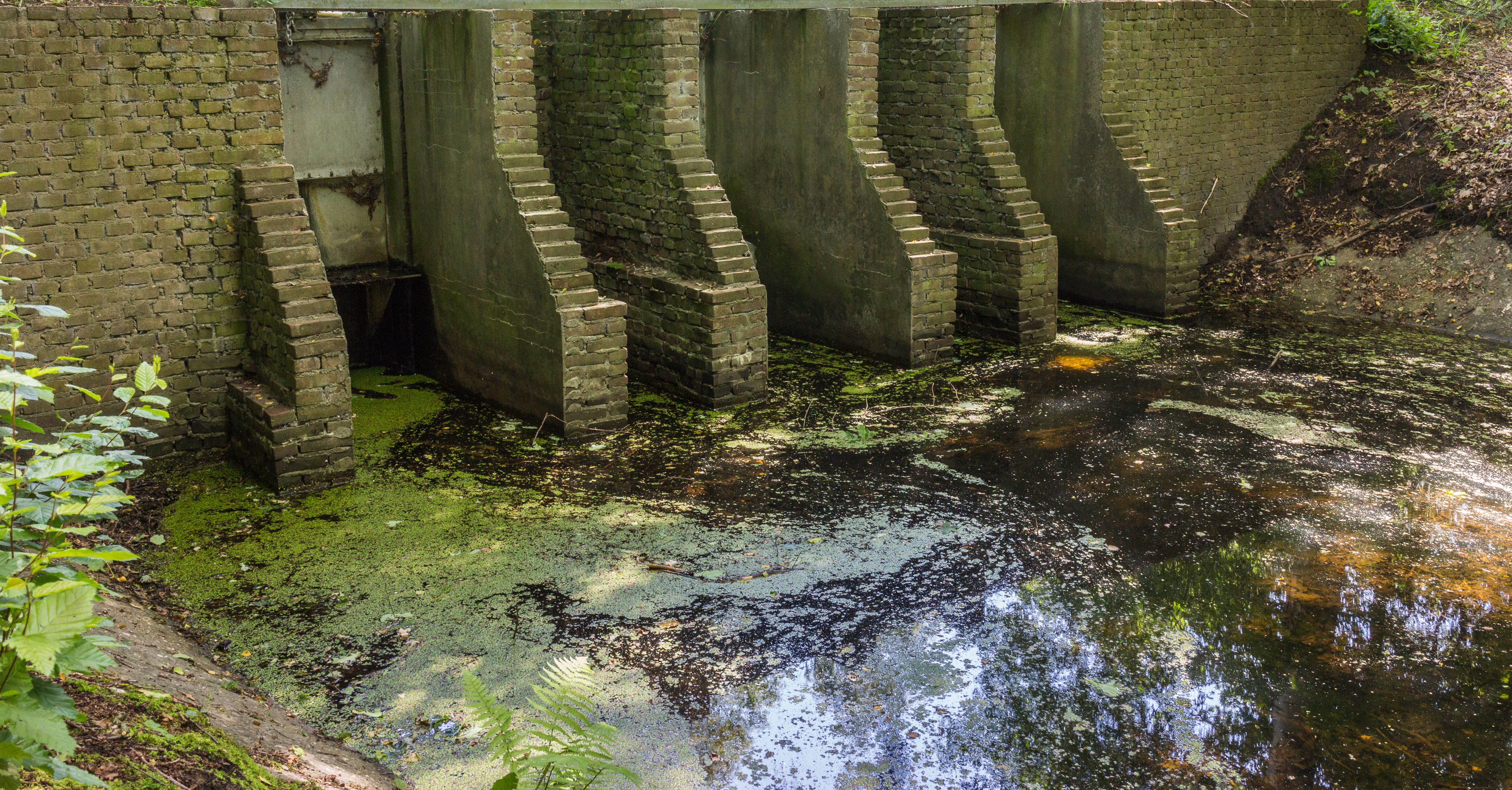
2017

#### Willemsspoortunnel

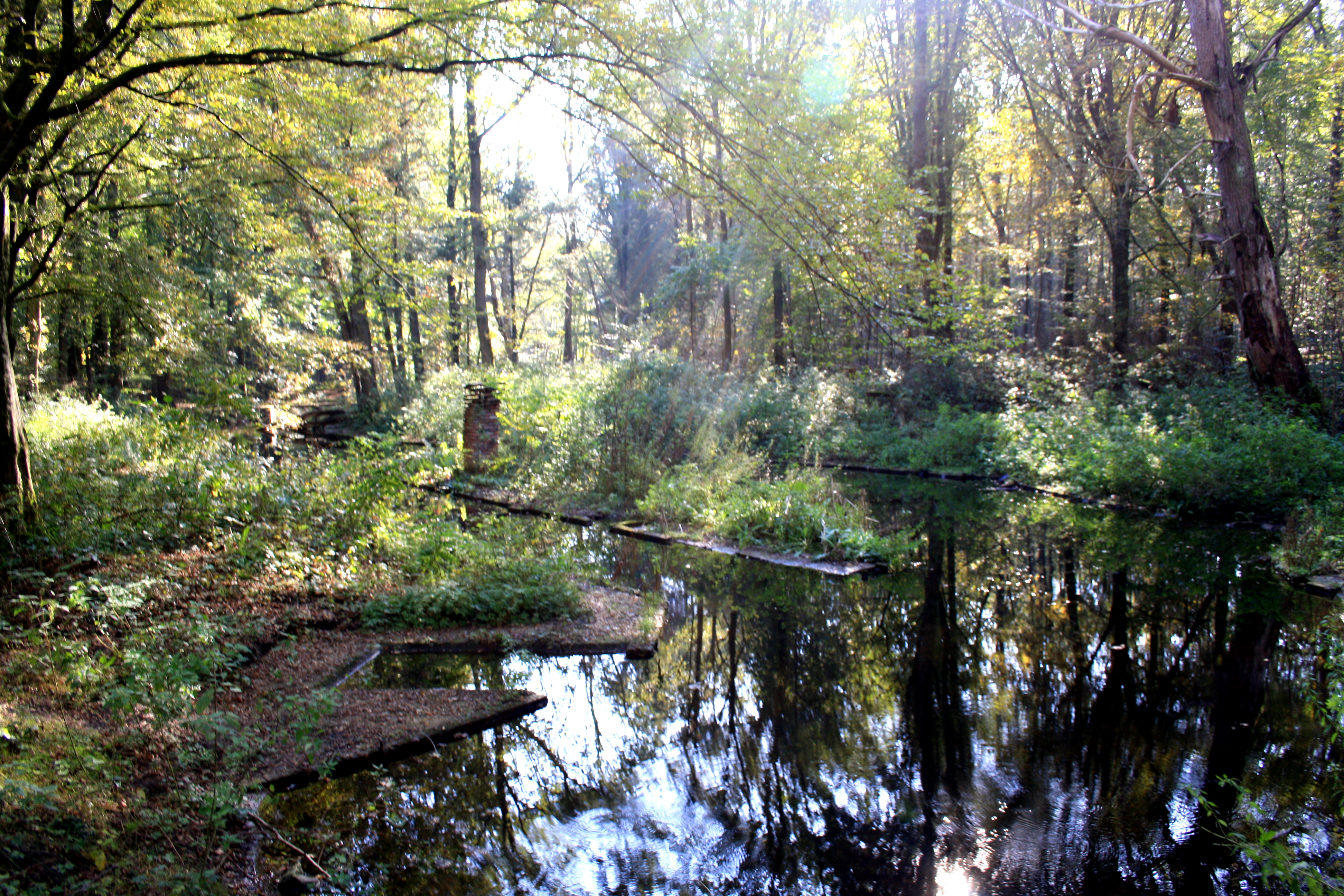
2011
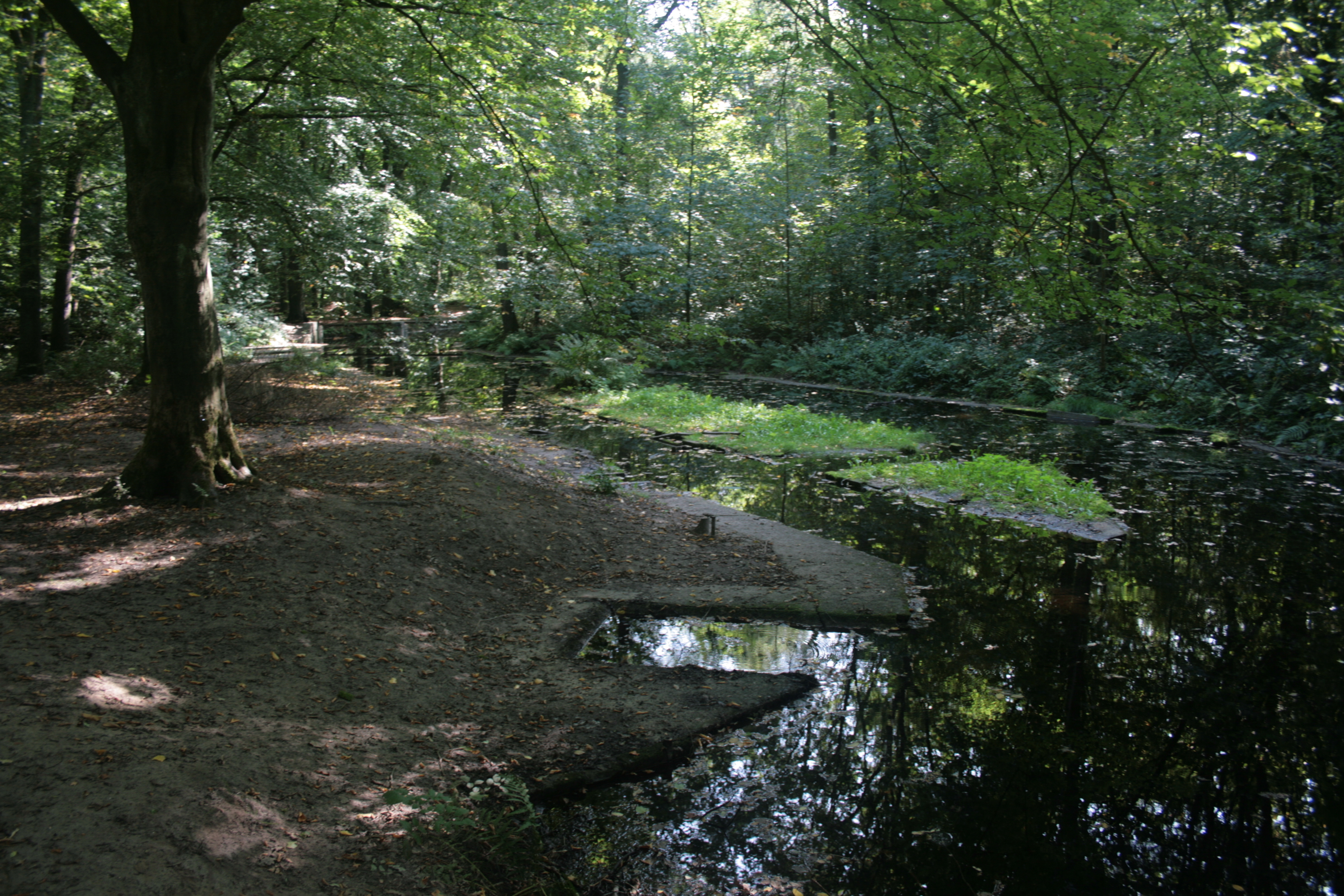
2020

#### Oliehaven Libië

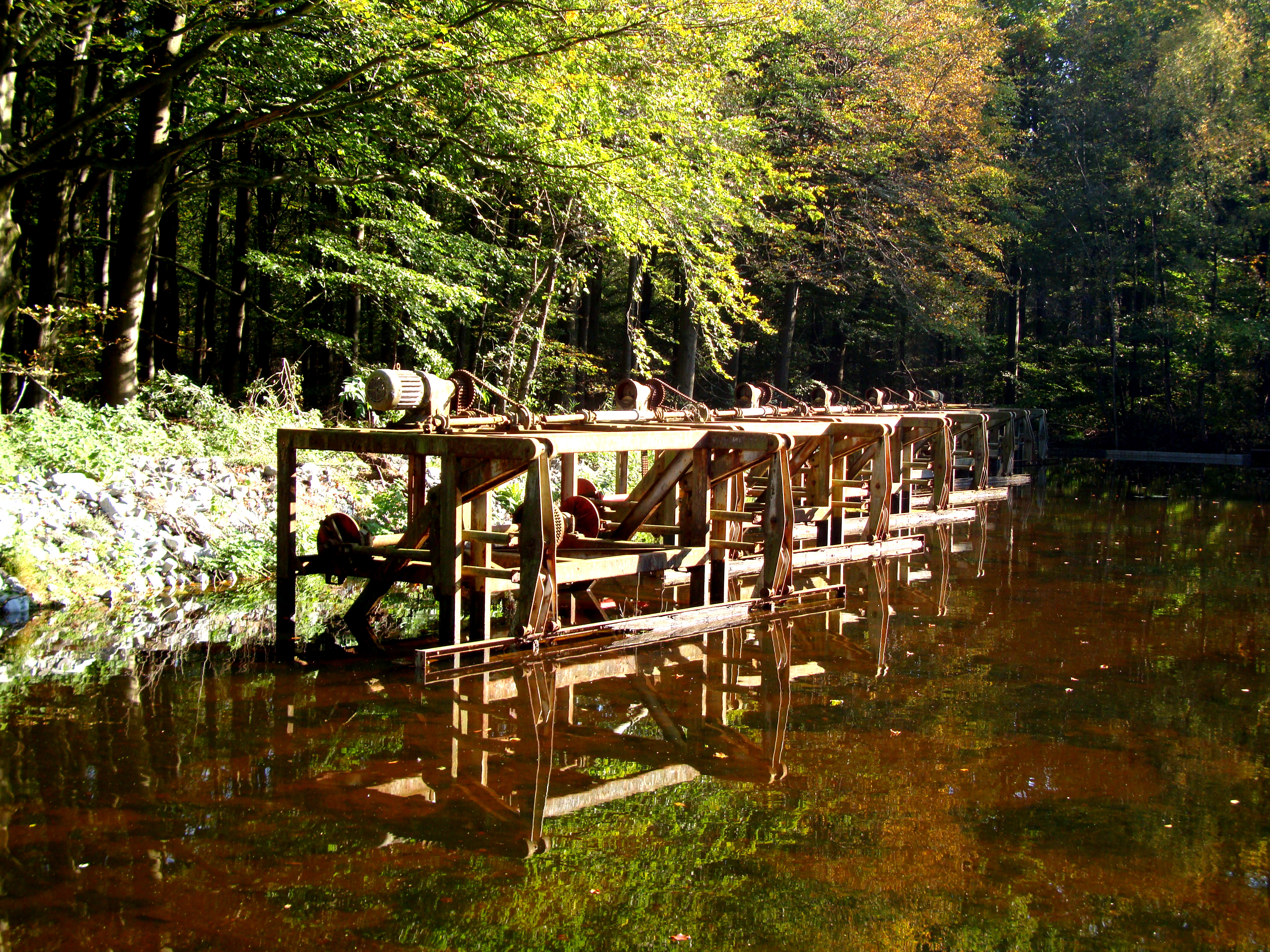
2011
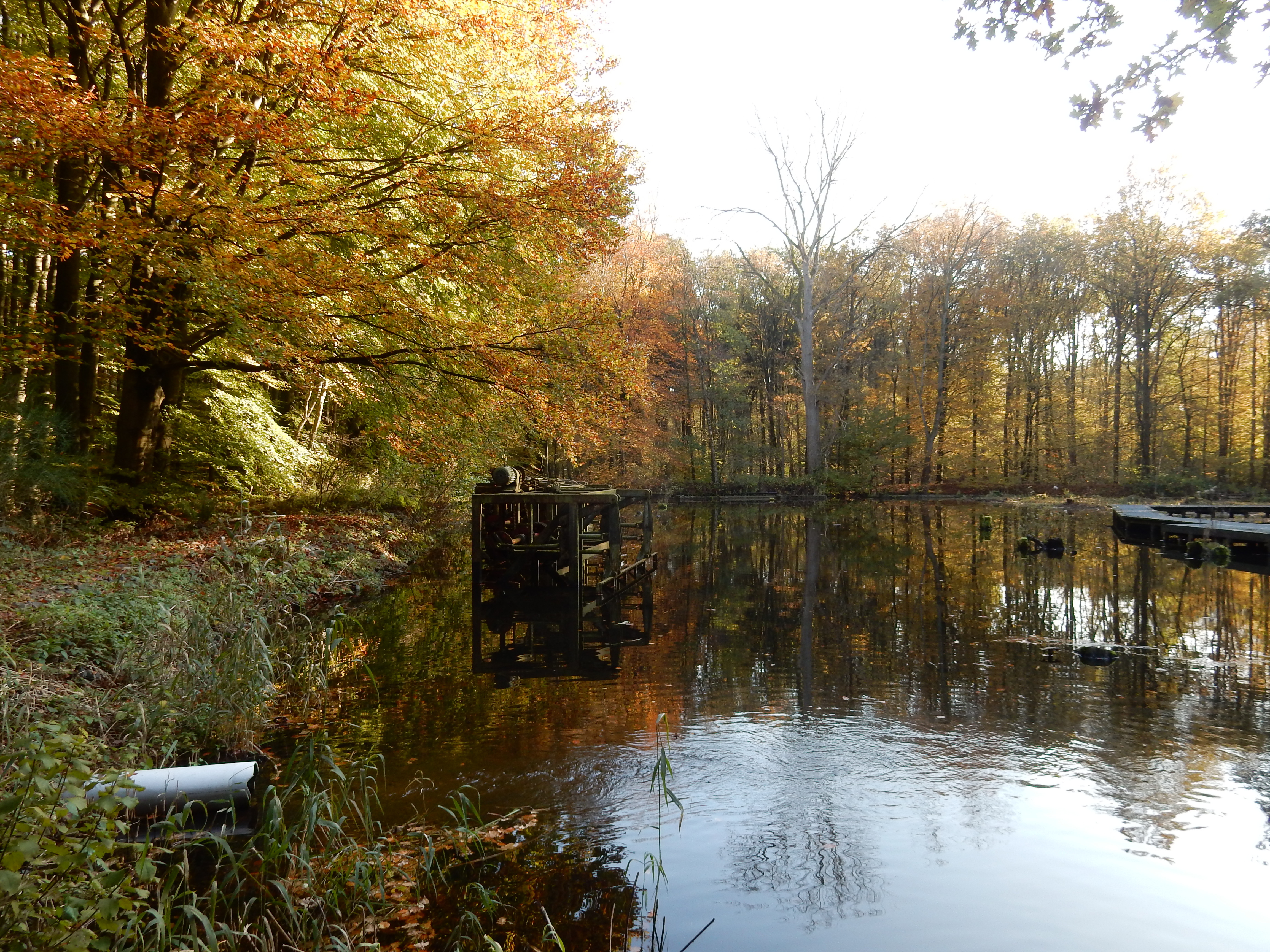
Herfst 2017
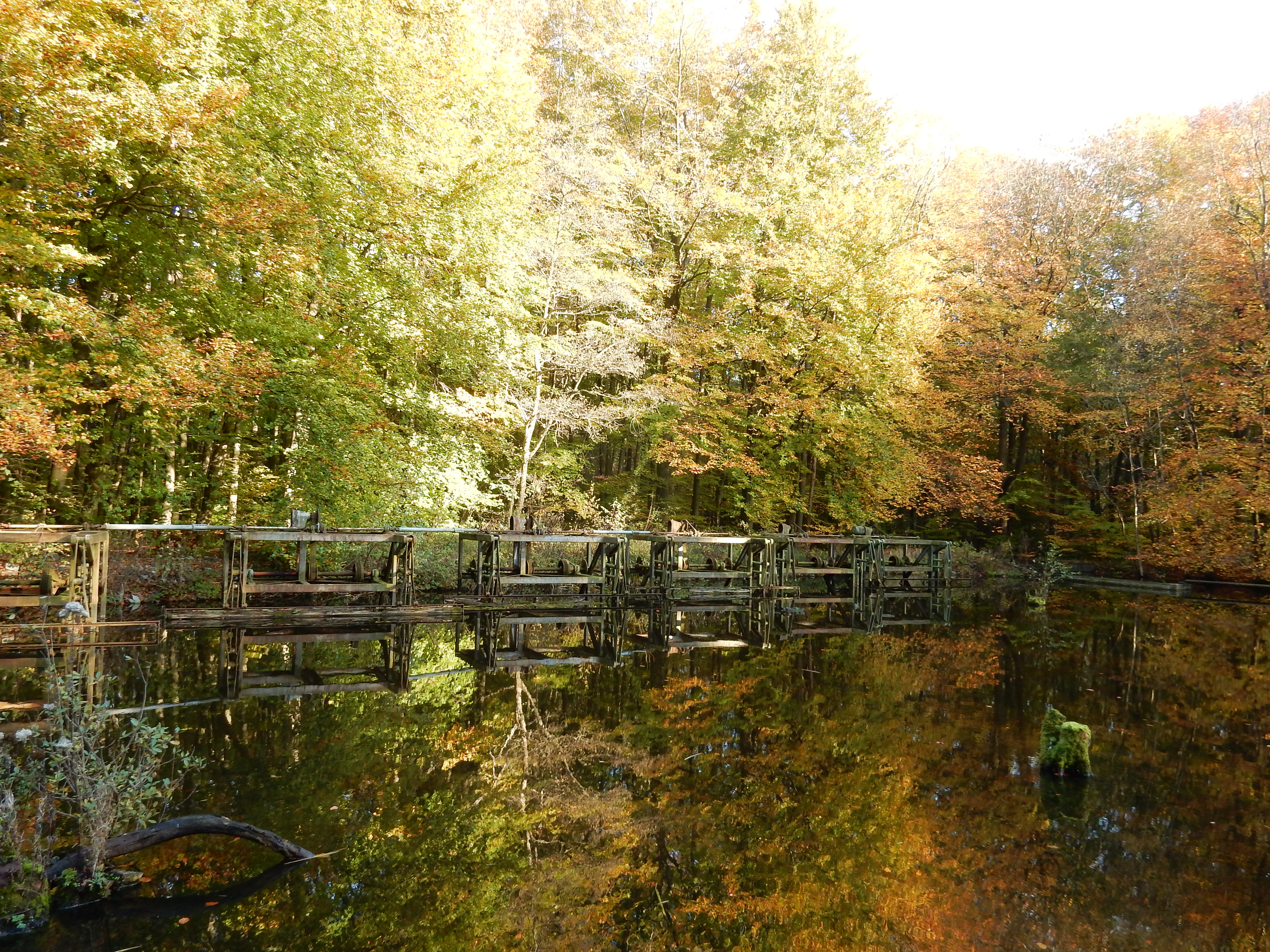
Herfst 2017
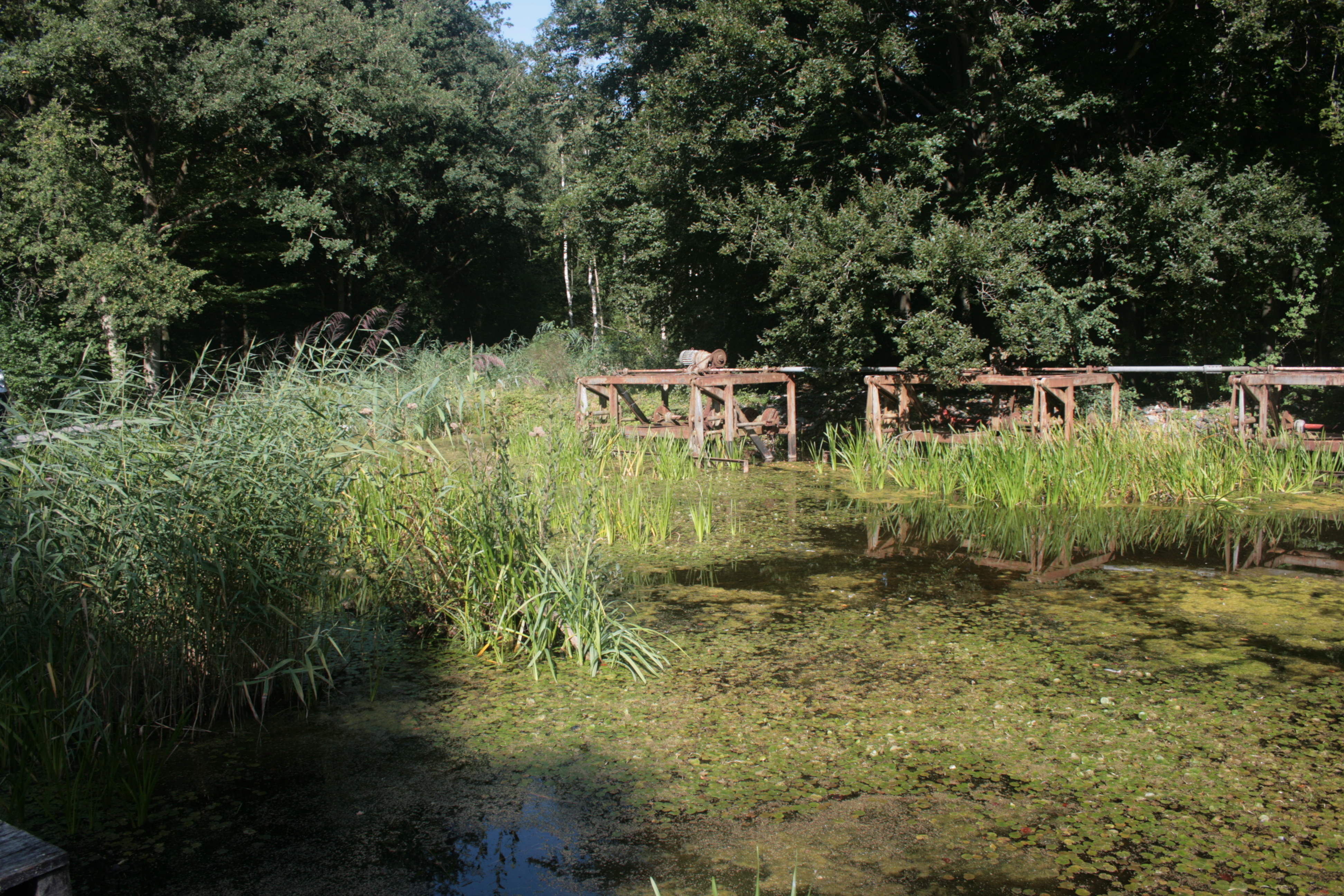
Zomer 2020

#### Haven van Thyborøn

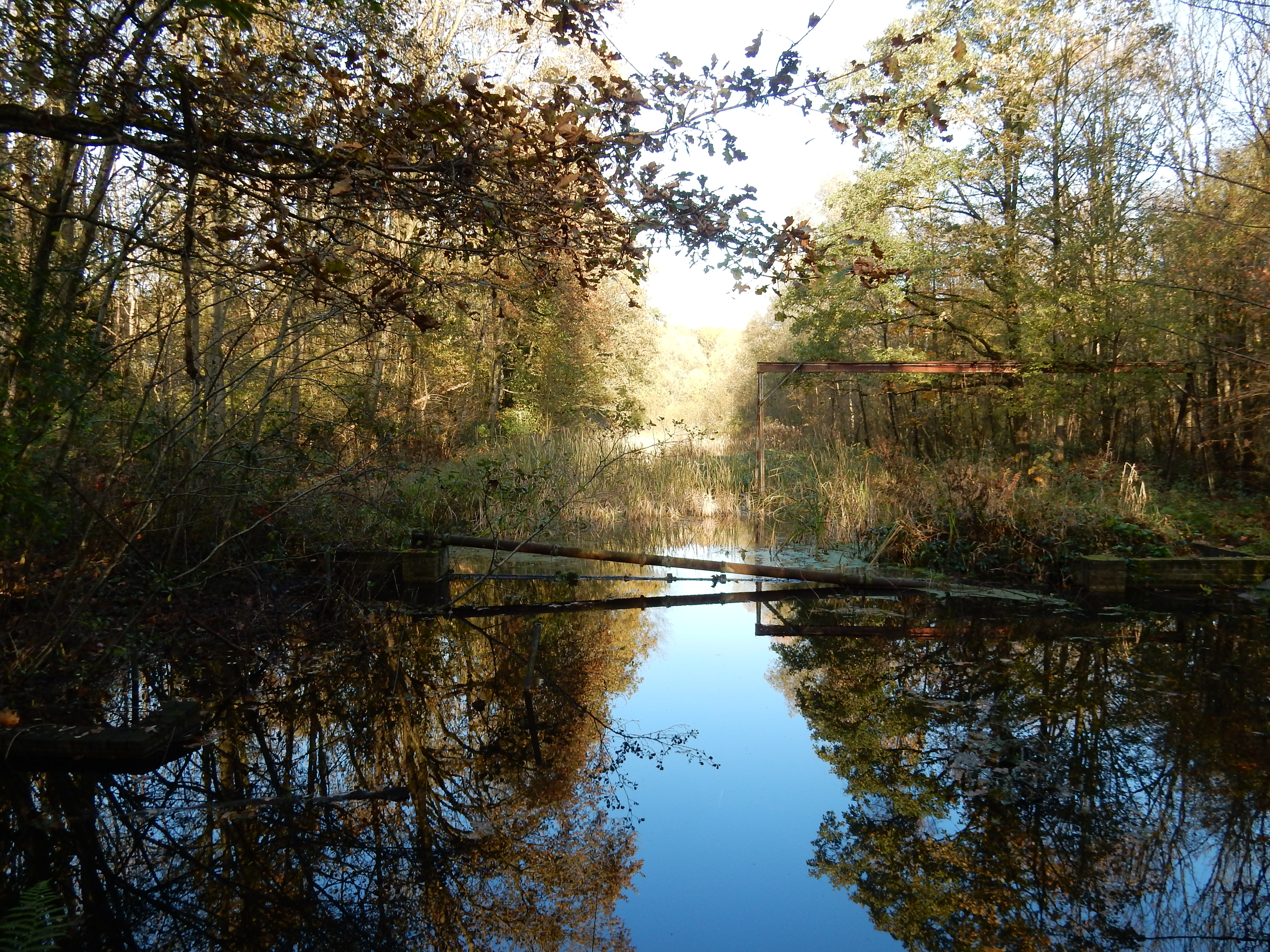
Herfst 2017

#### Splitsingspunt Westervoort (IJsselkop)

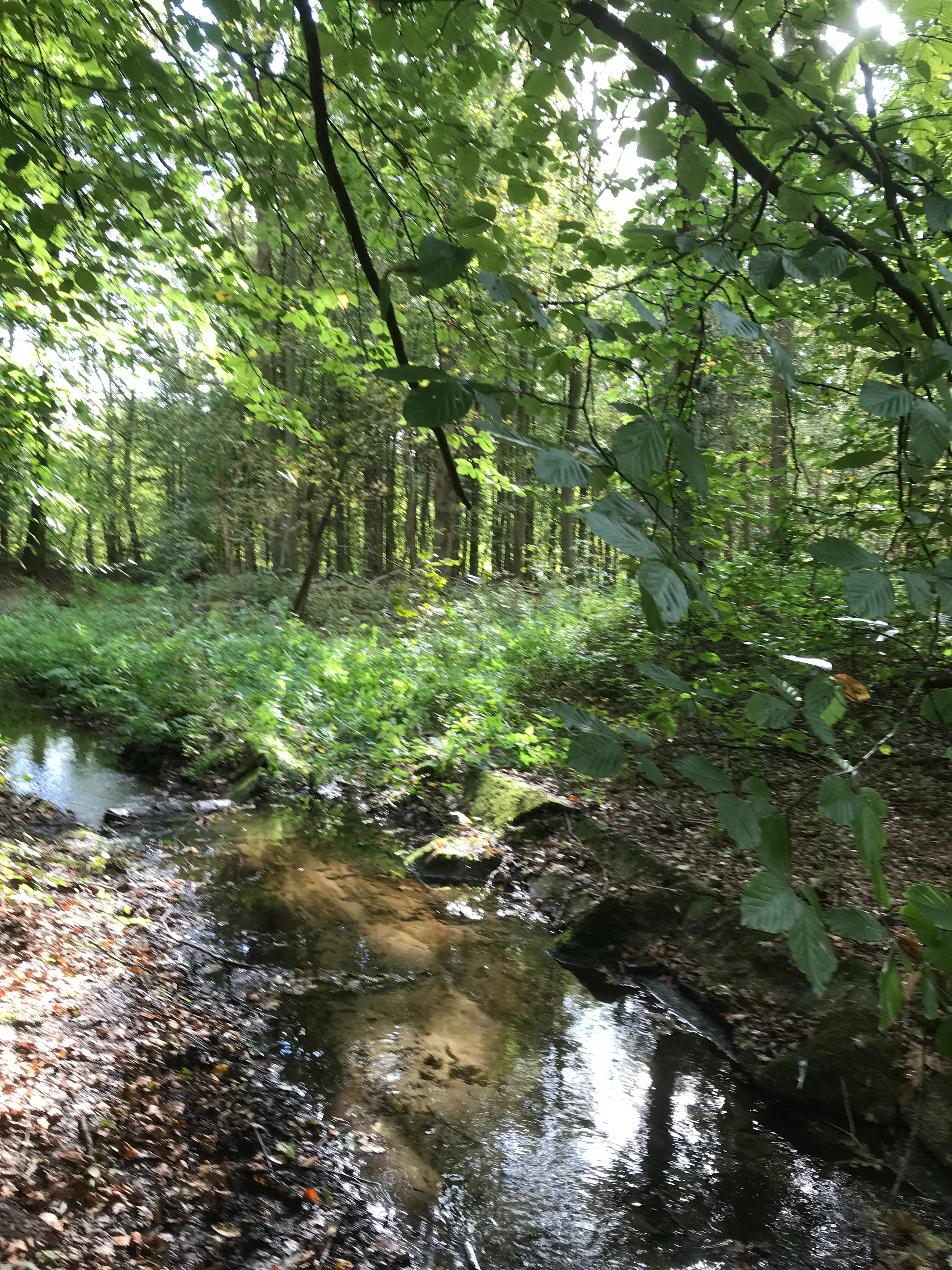
IJsselkop bij Westervoort (okt 2021)

#### Deltagoot

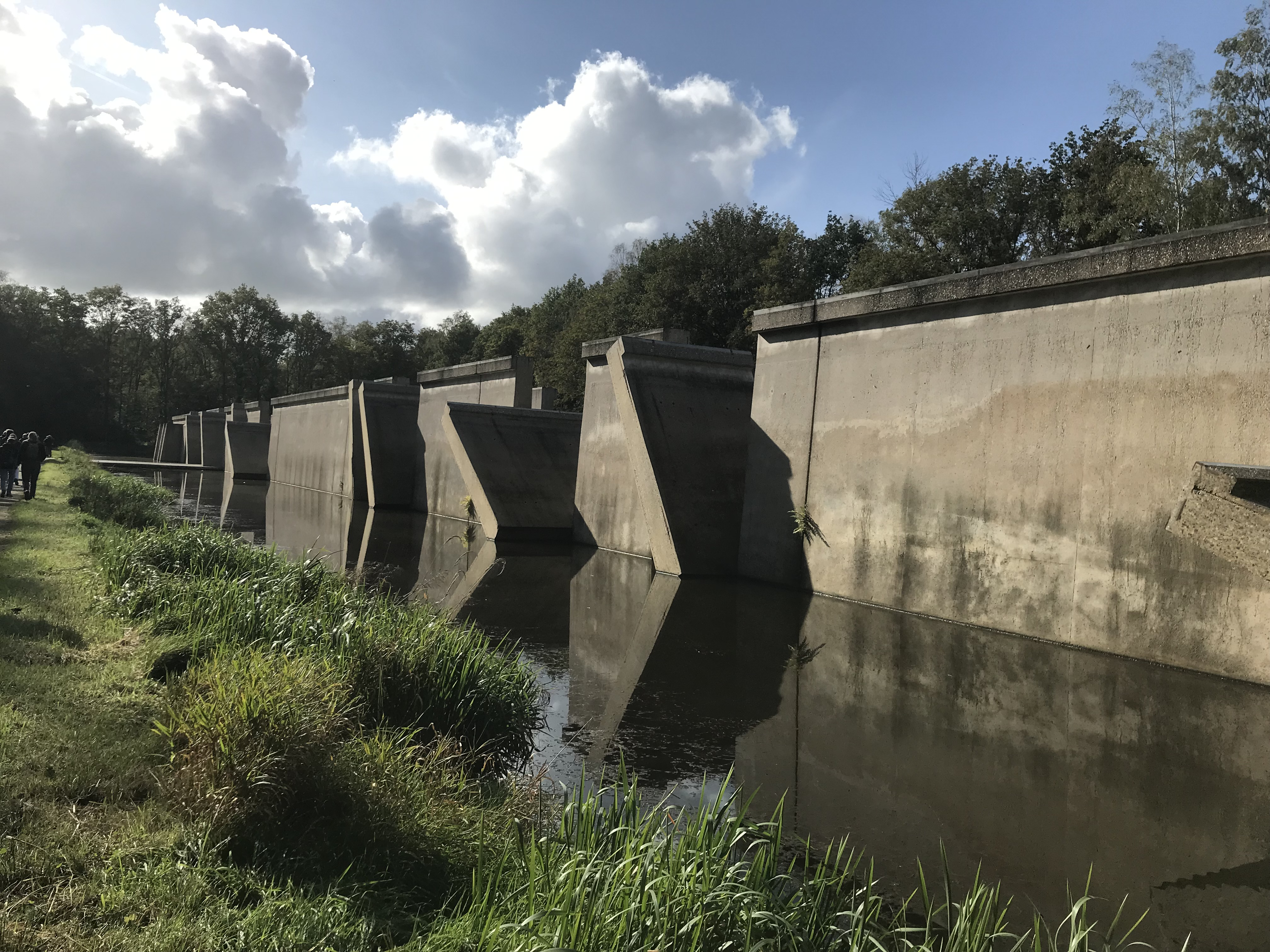
Deltagoot (okt 2021)
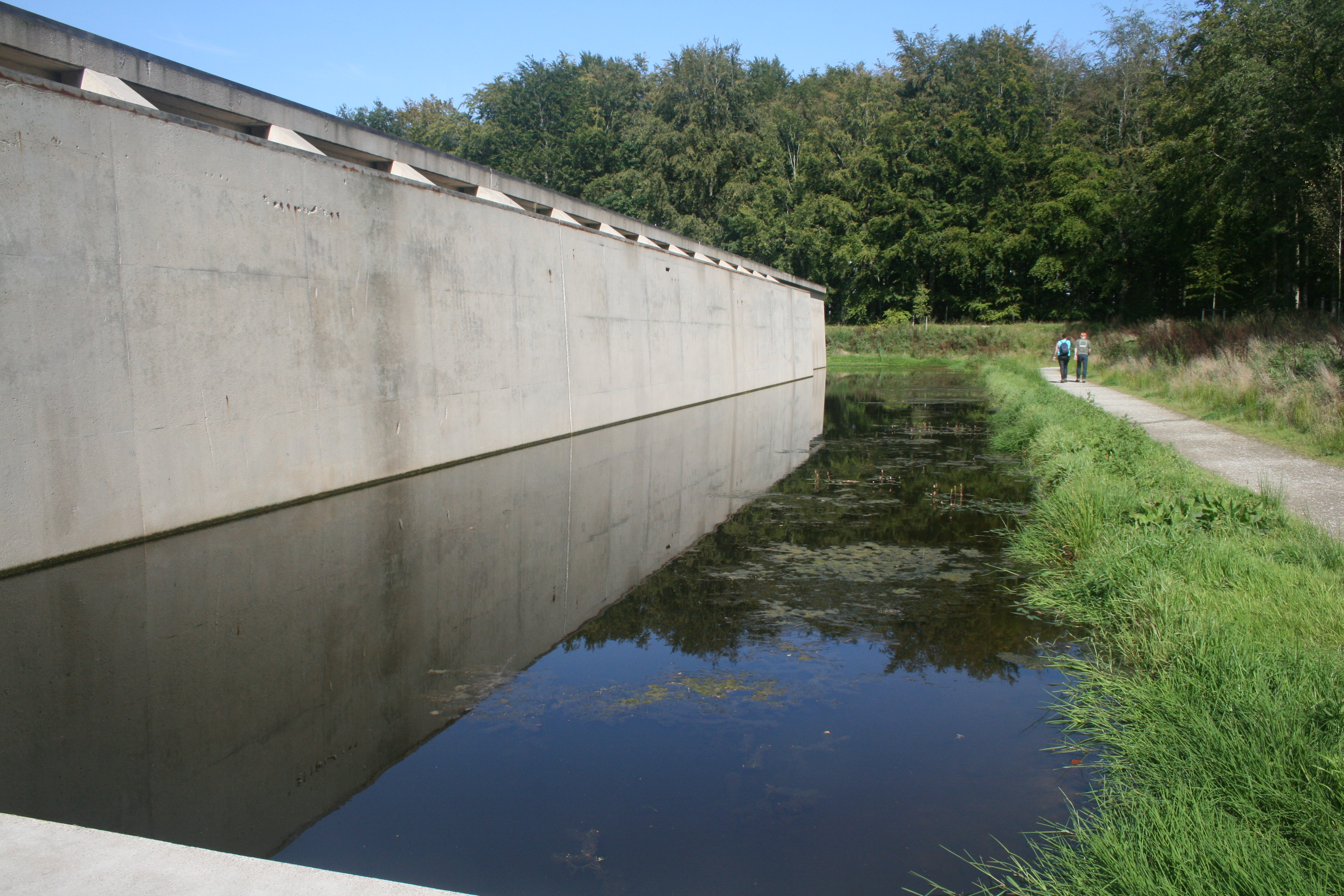
Deltagoot (sept 2020)
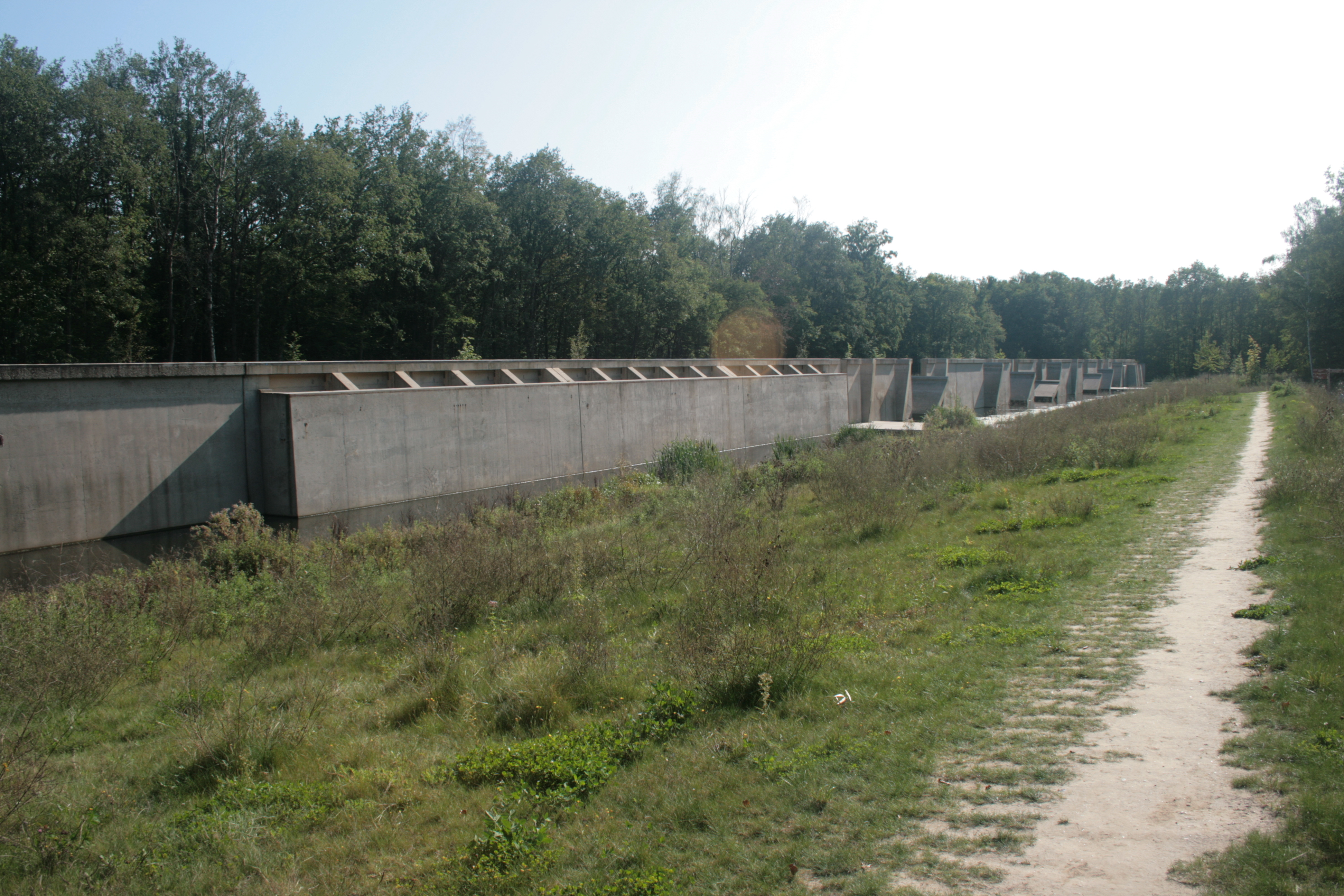
Deltagoot (sept 2020)
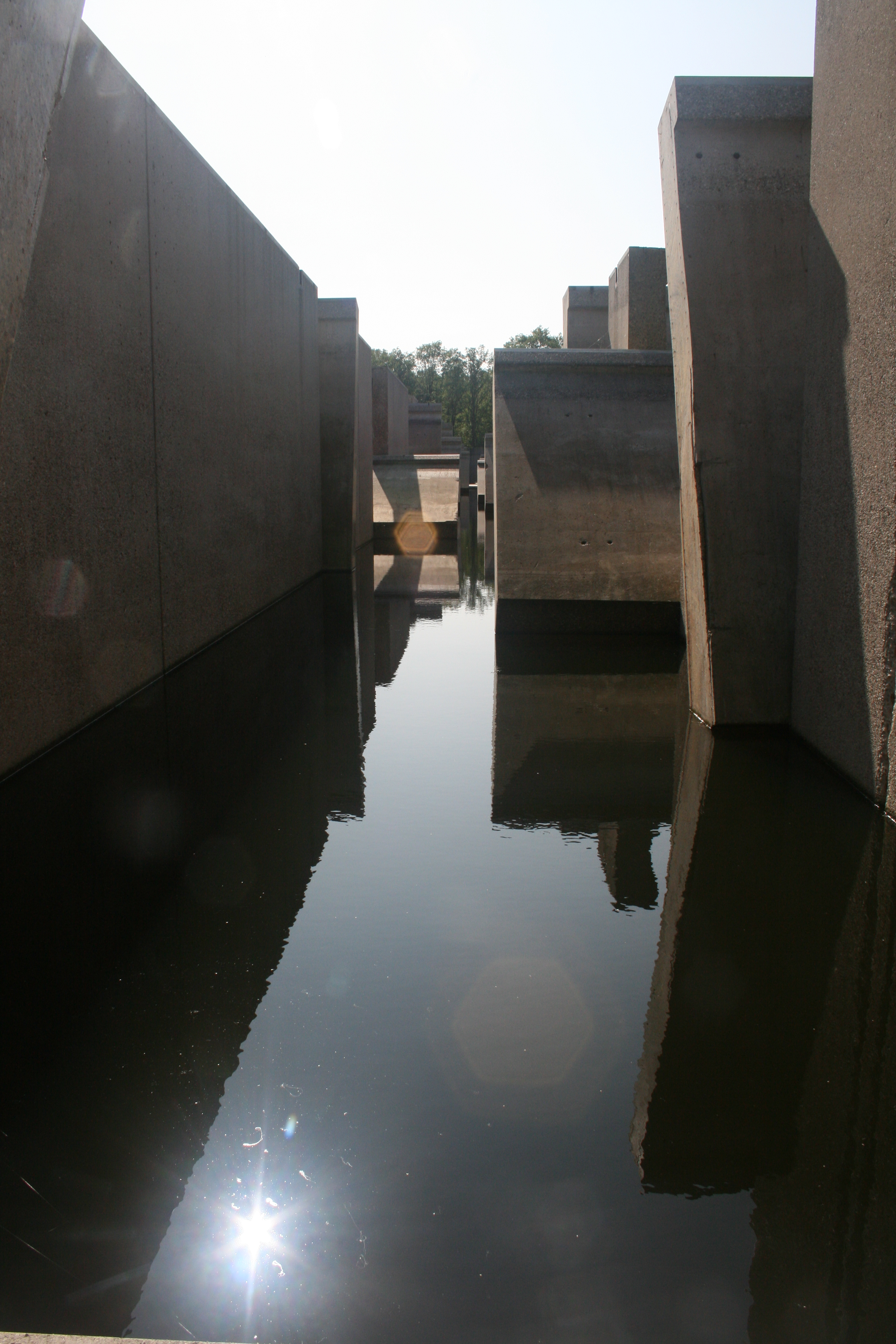
Deltagoot (sept 2020)